# Storia di Guardiagrele

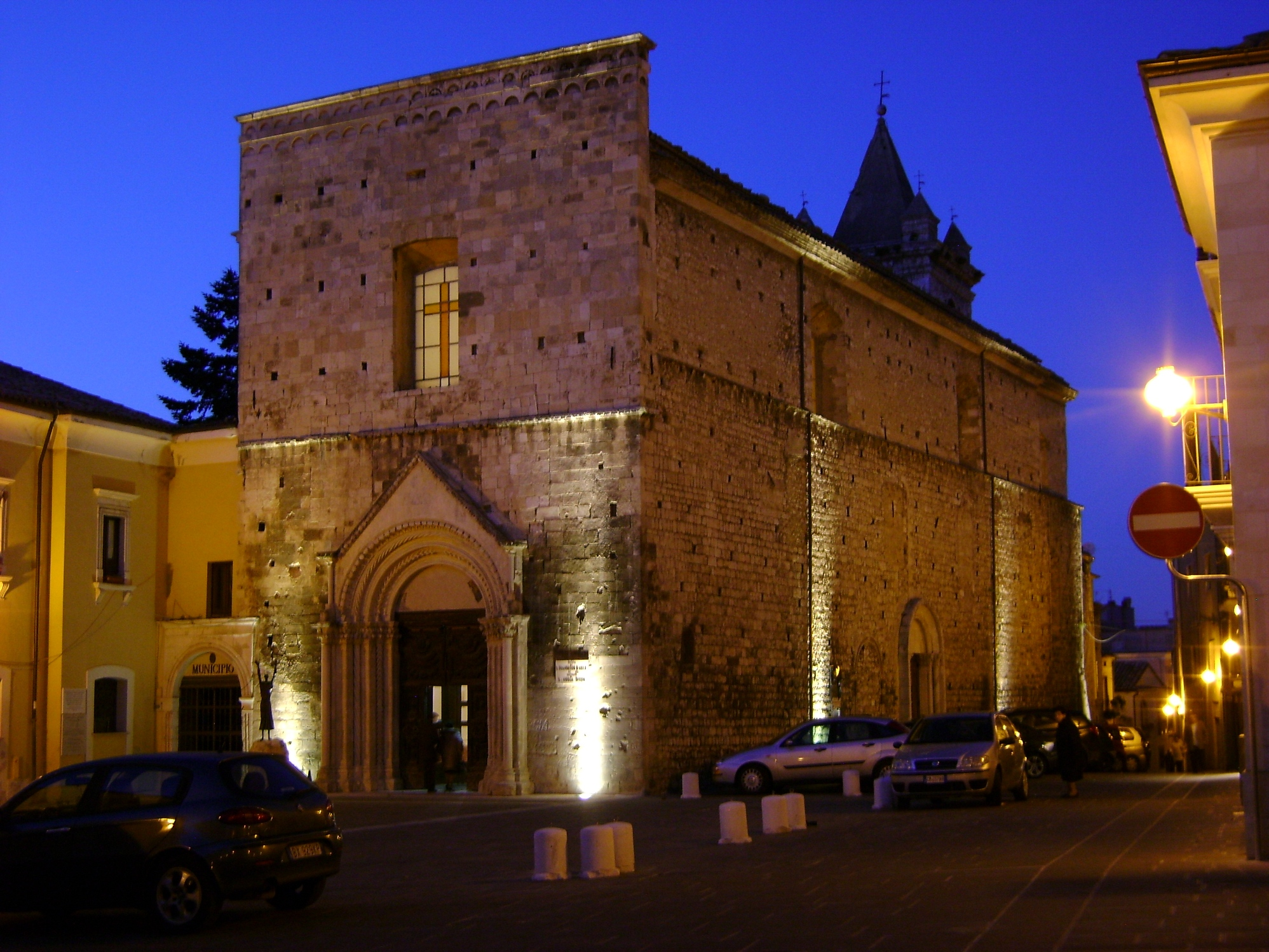
La chiesa di San Francesco, uno dei simboli del gotico guardiese

La storia di Guardiagrele vede la nascita della città durante il Medioevo, nell'XI secolo circa. Benché si abbiano notizie di una necropoli paleolitica nella località Comino, la città fu fondata dai Normanni come agglomerato di due villaggi fortificati, Guardia e Graeli. Nel XIV secolo la città vide l'esplosione artistica del gotico, il cui massimo rappresentante fu Nicola da Guardiagrele; inoltre per la ricchezza dei commerci, ebbe anche il privilegio da Ladislao di Durazzo di battere moneta. Nei secoli successivi il Medioevo, le sorti della città dipendettero da Chieti, e la città cadde in decadenza dopo i danni del terremoto della Maiella del 1706, riacquistando importanza artistica ed economica solo nel secondo dopoguerra.

## La fondazione: tra realtà e leggenda
Le origini della città vedono mischiate tra loro realtà e leggenda, alimentata e arricchita dagli storici locali con aneddoti e invenzioni, tra i quali si ricordano padre Nicola Colagreco del convento di San Francesco, Giuseppe Iezzi e Francesco Paolo Ranieri; tuttavia per le origini di Guardiagrele è intervenuto anche Domenico Romanelli con la tesi della perduta città di Romulea, leggendo male gli appunti dell'Antinori e le descrizioni di Tito Livio, alimentando la leggenda di una città perduta al tempo dei Romani. Le tesi su ciò sono state smentite in parte dell'archeologo Giulio De Petra che fece scavi a Cluviae di località La Roma (in territorio di Casoli), poi da altri archeologi quali Adriano La Regina, e dallo storico guardiese Lucio Taraborrelli.
C'è un altro mito che la storiografia moderna sta sfatando, la giustificazione della difficoltà di redigere una documentata storia della città, come hanno detto gli storici locali Angelo De Luca, Giacinto Vitacolonna, Giuseppe Iezzi e Francesco Ranieri; il motivo sarebbe che gran parte dei documenti di Statuti e privilegi esistenti in situ, che avrebbero permesso di ricostruire la storia più antica di Guardiagrele andarono distrutti durante l'invasione francese del 1799, poiché gli orsognesi, cugini nemici di Guardiagrele, il 25 febbraio 1799 con l'ausilio francese entrarono nella città e bruciarono l'archivio comunale presso il convento dei Francescani. Le fonti per il Medioevo in effetti, come ha osservato Taraborrelli restano il Cartulario dell'ex abbazia di San Salvatore alla Maiella, documenti della Curia arcivescovile di Chieti, 
e gli Annali dell'Antinori, tra gli studi più recenti invece quelli sul Medioevo abruzzese di Luigi Pellegrini e Lucio Taraborrelli.
Tra le leggende della storiografia guardiese, sull'origine remota del paese, vi è la fondazione da parte dei Pelasgi nel II millennio a.C., leggenda riportata in gran parte dai testi riguardanti la fondazione, opere di Romanelli, di Colagreco, e Ranieri, ma non supportata da rinvenimenti archeologici in situ, eccettuata la necropoli di Comino (IX-VIII sec. a.C.), che però riguarda tombe di varie popolazioni Marrucine e Carecine, e non giustificherebbe l'esistenza di una città italica importante nell'altura di Guardiagrele.
Nonostante i numerosi rinvenimenti archeologici delle contrade, tra cui Piano Venna, Villa San Vincenzo, Melone, Comino, attribuiti all'epoca protostorica, italica e romana, conservati nel Museo archeologico Filippo Ferrari di Guardiagrele, testimoniando una presenza di villaggi in questa area a confine con i Marrucini di Teate e i Frentani di Anxanum, non vi sono dati archeologici, né tracce di monete o ruderi che riconducono a un periodo precedente il IX secolo d.C. l'esistenza di un centro vero e proprio, nell'area dell'attuale paese di Guardiagrele, a differenza delle descrizioni appassionate di Colagreco e Ranieri di un fiorente centro economico con templi e monumenti. Infatti lo stesso Ranieri, citando nelle sue Memorie postume la Cronaca di Colagrevo, riconosceva improbabili iscrizioni murarie abrase dal tempo nelle principali chiese di San Nicola, San Silvestro e Santa Maria Maggiore, sostenendo che le chiese fossero state edificate su sontuosi templi.
L'ascendenza pagana che le fonti attribuiscono ad alcune chiese del centro storico, come le chiese di San Nicola, San Silvestro e il Duomo, non è sostenuta da documenti, se non dalla cronaca del falsario Padre Nicola Colagreco, da cui attinsero tutti gli altri storiografi locali. Manca infatti, anche presso gli storici quali Strabone, Plinio il Vecchio, Tito Livio, ecc. ogni riferimento all'età imperiale o tardoantica, con documenti o citazioni in lapidi o nelle memorie degli storiografi romani e specialmente nelle Memorie di storiografi più recenti che si sono occupati dell'area Frentana, come Pietro Pollidori, Domenico Romanelli o Anton Ludovico Antinori; alcune affermazioni pollidoriane su Guardiagrele sono state contestate, data la sua fama di produttore di documenti falsi e campanilistici. Risulta invece attestata la persistenza di un ordinamento paganico-vicano in tutta la zona prima dell'arrivo dei Longobardi, benché secondo Taraborrelli non sarebbe sorta prima dell'XI secolo con l'edificazione del Torrione di Guardiagrele. Tale insediamento rurale corrisponderebbe alla località detta oggi Villa di Grele.
Nel saggio In Terra nostra Guardiegrelis (2014) egli ipotizza che dalle citazioni dei documenti del monastero di San Salvatore della Maiella, in zona esistevano vari villaggi e curtes, tra cui un castrum di Sant'Angelo in Trifinio (contrada Melone) il castrum di Comino, rifortificato dai Normanni, e la villa di Grele, che sorgeva sotto il Piano del torrione di piazza Garibaldi.

### La necropoli di Comino
Si trova nella frazione di Comino, in località Raselli. Venne scoperta per la prima volta dal parroco don Filippo Ferrari, a cui è intitolato il museo civico archeologico di Guardiagrele, presso i locali dell'ex convento di San Francesco, il quale nel 1913 pubblicò uno studio dettagliato sui reperti archeologici rinvenuti. Nuovi attenti scavi della Soprintendenza del 1998 hanno riportato alla luce 65 tombe comprese tra il X e gli inizi del III secolo a.C. Si tratta di una grande necropoli italica usata dalle popolazioni pre-italiche, e successivamente da quelle dei Marrucini (Chieti), Carricini (Torricella Peligna), e dai Frentani (Casoli, Cluviae), e si dividono in 4 ordini per categorie sociale, con numerosi corredi funebri, maschili e femminili, alcuni dei quali di grande interesse archeologico. I rinvenimenti, il vasellame e i corredi funebri sono stati conservati nel museo archeologico di Guardiagrele e nel Museo archeologico nazionale di Chieti, poiché sopra l'attuale area di Comino sorge la scuola elementare, poiché si tratta di terreno privato.
La tomba maschile 38 aveva lo scheletro del defunto contornato di oggetti di bronzo, come la spada completa di fodero finemente decorato, una punta di lancia, una fibula a due pezzi, un rasoio e un bracciale e quattro vasi. Nel secondo settore sociale delle sepolture del VIII-VI sec, ci sono tombe a tumulo che hanno restituito vari oggetti di bronzo, le tombe del V-III sec, del terzo settore, appartengono alla categoria a fossa molto profonda, di cui ci sono poche testimonianze. Di questo periodo la tipologia a fossa terragna a margini netti è la più usata, dove lo scheletro giace supino, contornato da oggetti funebri. Nelle sepolture femminili compaiono pochi ornamenti, spesso perle in pasta vitrea, qualche anello di bronzo e delle fibule. L'ultimo settore di tombe appartiene alla fase ellenistica del II-I sec. a.C., con corredi molto poveri, segno che la civiltà locale era in grave decadenza, e che le persone influenti s'erano spostate in altre realtà presso la Maiella, come appunto Chieti e Guardiagrele.

### La Grele romana

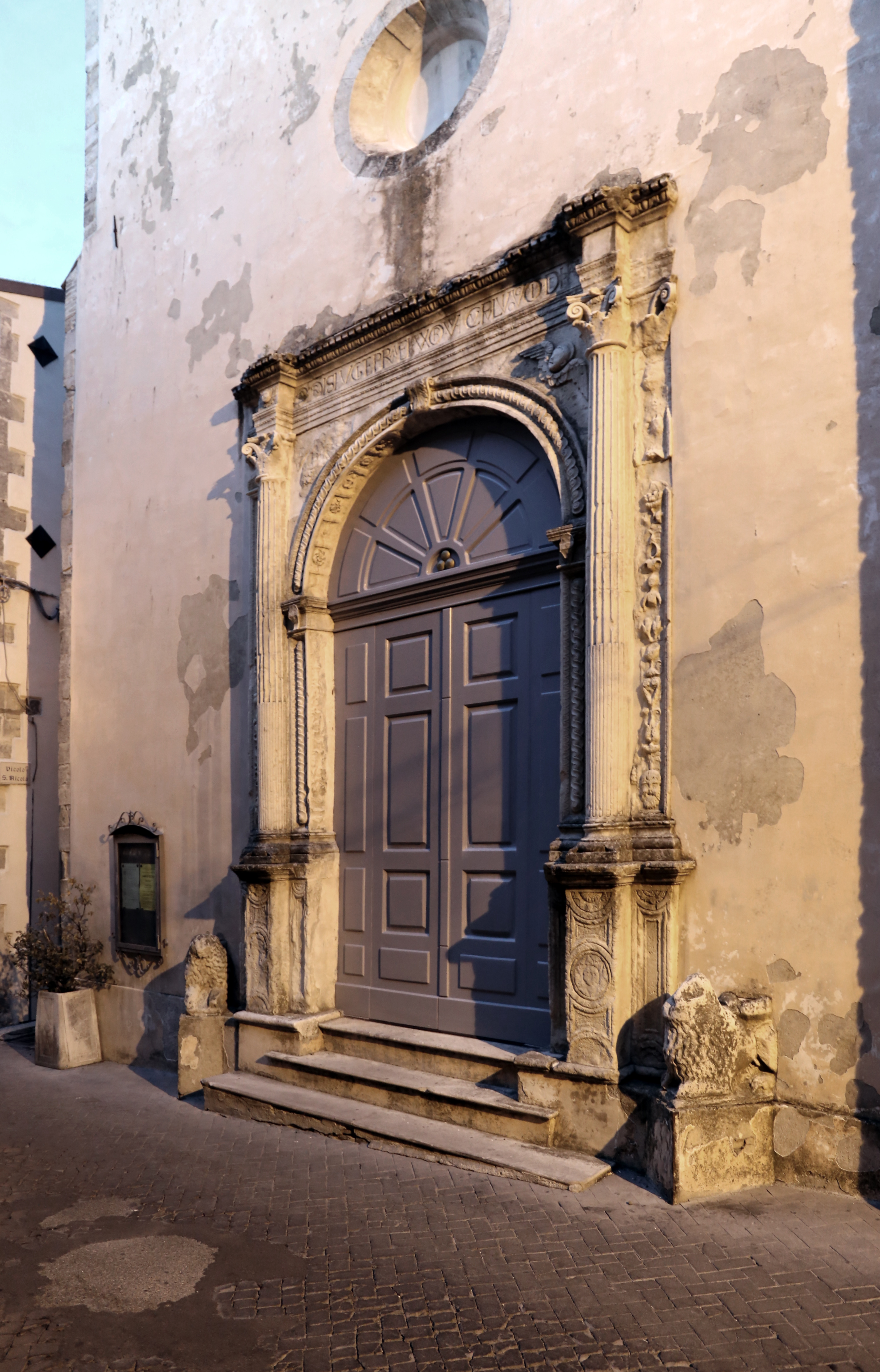
Portale principale della chiesa di San Nicola, con i due leoni stilofori

Alcuni studiosi locali del XIX-XX secolo, come Francesco Paolo Ranieri, Giuseppe Iezzi e Filippo Ferrari, basandosi sull'errato testo di Colagreco riportano un'iscrizione secondo cui il toponimo "Guardiagrele" sarebbe nato da Aelion (discendente dal greco Elio, il dio Sole), per poi diventare "Graelion" (nome del capitano longobardo Grelio che conquistò il paese), e da qui Graelium, Graelle, e infine "Grele"; tale ipotesi, benché scritta in maniera romanzata, è riportata anche da Gabriele D'Annunzio nel libro Il trionfo della morte (1894), quando descrive la "città di pietra". Nel Catalogus baronum del XII secolo il paese è noto come Grele. Per quanto riguarda il secondo toponimo "Guardia" si ipotizza che provenga dal germanico "warda", per indicare una postazione militare, dato che il paese venne forse cinto da mura di fortificazione dai Longobardi, poi dai Franchi e poi dai Normanni, che realizzarono un recinto di mura attorno al torrione maestro o dongione longobardo, l'attuale Torre Orsini in piazza Garibaldi; le mura che occupavano il Piano, oggi piazza Garibaldi, sono state definitivamente demolite nei primi anni del '900, lasciando solo una schiera di case che si collegavano alla torre dell'Acquedotto, la torre minore della cinta, e parte di case-mura collegate alla chiesetta della Madonna del Rosario, con la porta del Vento o "di Grele".
Nel libro del Catalogus di Ruggero II di Sicilia si parla infatti di "clerici castri de Guardia Grelis". Tali due città successivamente si sarebbero unite nel punto baricentrico (allora periferia) dell'attuale Piazza Santa Maria Maggiore.

### Gli errori dello storico Francesco Paolo Ranieri
Si ritiene, leggendo Francesco Paolo Ranieri, che la città di Grele fosse sorta con gli Italici Frentani, che edificarono l'arx presso l'attuale Largo Garibaldi, dove si trova il torrione longobardo o degli Orsini. Ma allo stesso tempo ci sono contraddizioni poiché le prime menzioni della città sarebbero legate all'anno 84 d.C., quando un manipolo di nobiluomini era intento a coltivare le arti nella cittadina isolata dagli eventi storici della decadenza di Roma.
Il paese originario doveva essere un agglomerato di case sparse, dato che il sistema edificatorio a case racchiuse fu sperimentato tra il IX e il X secolo d.C., dopo le invasioni saracene ed ungare, con l'erezione appunto di castelli di guardia. Sempre da ipotesi, si può desumere che la cittadina all'epoca della conquista romana, avesse il tipico governo sannita del meddix touticus, fosse dotata di un foro e di templi, e che comunicasse commercialmente con le altre realtà dei Marrucini (Danzica, Touta Marouca - Rapino), Teate (Chieti), Buca (Vasto), Cluviae (Casoli) e Anxanum (Lanciano), città dei Frentani.
Alcuni importanti esempi della monumentalità della città italica, a detta di Colagreco e Ranieri, sono forniti da materiali di spoglio usato per la costruzione delle chiese nel Medioevo. Si ipotizza così la presenza del tempio di Ercole, sempre da parte di Ranieri, tuttavia smentita da Taraborrelli per la mancanza di fonti e di materiale consultabile, che sarebbe stato dotato di 12 colonne con leoni stilofori, riutilizzate per le chiese. Di questi presunti leoni, oggi si hanno due esemplari posti agli stipiti del portale della chiesa di San Nicola di Bari su via Roma prima dedicata a San Donato vescovo (altra congettura improbabile poiché il suo culto fu portato in Abruzzo nel XVIII sec.), anche se abbastanza danneggiati dal tempo, e secondo Taraborrelli risalenti al primo Medioevo, come i leoni stilofori del portale fi San Nicola, confrontandoli anche con altre architetture medievali abruzzesi con i leoni al portale, come a San Francesco di Popoli o Santa Maria di Picciano cenobio benedettino, rimontati poi presso la parrocchia del paese, o i leoni scomparsi della chiesa di Santa Lucia a Lanciano.

### Congetture sul nome antico di Graelion
Le ultime case di Grele, si estendevano sino al colle San Donato, sempre seguendo il Ranieri, dotato di tempio proprio (attuale chiesa santuario, esistente però dal XVIII sec), rifuse completamente intorno al XVI-XVII secolo per edificare la chiesa del santo patrono, ma anche qui Taraborrelli smentisce le tesi fantasiose.
Fuori dall'abitato si conserva anche la Fonte di Grele, presso il campo sportivo "Tino Primavera". La fontana benché molto antica (del XVI secolo), secondo Taraborrelli non può far risalire con certezza al periodo romano, perché restaurata varie volte, e l'esistenza della stessa fu pretesto per Colagreco,Ranieri e Vitacolonna di confermare le origini antichissime di una città italica distrutta dai Romani, i cui abitanti poi si trasferirono nel I secolo d.C nell'altura di Guardia.
Si ricorda che la fonte, oggi abbastanza danneggiata dal tempo, sempre seguendo le falsificazioni di Ranieri e Colagreco fosse un monumento dedicato al dio Helios, poiché possedeva un grande bassorilievo raffigurante il sole, da cui sarebbe nato il nome della cittadina romana. La cittadina di Villa Graelis nel 296 a.C. ospita i paesani di Romuleia o Romulea, che fu assalita e distrutta dal console Dublio Bicio More durante la guerra italica contro Roma.
Altri errori palesi: Ranieri scrive che la fontana riportava l'iscrizione: "Gli abitanti di Romolea, vinti, ripararono in Grele". Nel 226 a.C. Grele (o Graelium secondo i Romani), dette il suo contributo di uomini per la guerra gallica, e nel 147 durante la guerra di Scipione Africano.
Tuttavia si tratta di una citazione di comodo degli storiografi locali, travisando il vero contenuto di Polibio, come ad esempio farà lo storico Iezzi per le fonti di Antinori, Nicolino Faraglia, desiderando a tutti i costi inserire Gual centro dei principali fatti storici abruzzesi.
Ranieri giustifica le sue tesi parlando dello storico Polibio che nelle sue Storie parla di una città di Graelion che dette il contributo nella guerra gallica, ma il problema del nome rimane, anche perché sia Graelion e Cominio, di cui parla, di recente sono state individuate in altre zone, Cominium era una città dei Volsci presso il Lazio, da cui deriva anche il nome della Val di Comino.
Dopo la ribellione a Roma nel 90 a.C., e avendo partecipato alla Lega Italica, Grele a detta dello storico, fu conquistata definitivamente da Roma, e ridotta a colonia. A ipotesi di ciò c'è per Ranieri la lapide P.C.G., interpretata dal Mommsen come "Patronus Coloniae Grelis", si precisa che la città appartenne alla popolazione Frentana, inclusa nella provincia amministrata dalla gens Arniense, posta al confine col territorio marrucino. Tuttavia questa appartiene alle citazioni inventate ad hoc, con riferimento al CIL vol. 9 del Mommsen.
Benché di archeologico della città romana resti nulla, ammette Ranieri, fuori si trovano la necropoli di Comino e una grotta presso Bocca di Valle, scoperta nel 1880 e dove venne rinvenuta una lapide che lasciava trasparire la sacralità pagana del luogo, dedicato al culto di Eolo (CAVERNA EOLI DEI). Questa lapide non è stata tuttavia mai rinvenuta, né citata da altri storiografi antichi quali Romanelli, De Petra o Mommsen,e la critica ha pensato che di tratti di un altro falso scritto ad hoc per millantare la presenza di antichi luoghi di culto precrustiani.

### La storiografia locale e Grele nel I-IV sec. d.C.
Altre notizie su Grele, sempre secondo Ranieri che qui cita lo storico Giovanbattista Simone (che a detta di Taraborrelli sia un nome inventato ad hoc per suffragare le sue fonti), si hanno nell'84 d.C., quando papa Cleto I (Anacleto) in una sua lettera parla del "castello" di Grele, mentre invece si parla della presenza di rovine di "Guardia" nell'area del vecchio castello (in Largo Garibaldi) Analizzando anche l'opera di Vitacolonna durante il governo romano, come testimonia a detta del Vitacolonna, anche Plinio il Vecchio, la città dovette godere di benefici, poiché trovandosi presso la Maiella, beneficiava di metalli e di pietra insieme ai Romani, stando sul punto di passaggio della strada dalla Maiella verso la piana frentana di Anxanum, lungo la strada per il mare. Questa notizia sviò anche lo storico più recente Enrico Abbate che scrisse una monografia sulla Maiella e sulla storia d'Abruzzo.
Gli schiavi impiegati nella raccolta dei metalli nelle miniere, nel racconto colorito di Ranieri, spesso di notte compivano razzie nei villaggi circostanti, compresa Grele; nell'84 d.C. si ha notizia di un terremoto o di una frana, che sconvolse l'abitato vecchio, e spinse i cittadini ad edificare una nuova città verso oriente, anche se il vecchio abitato fu sempre popolato, almeno sino al XIII secolo, quando venne compreso nella "villa di Grele" Da antichi documenti, che Ranieri non riporta, si conoscono anche i nomi di alcuni politici romani della zona: Adriano Crocione console di Grele (101 d.C.), Caio Calamura console (108), Agostino Paglia (127), Urbano Balase (200 d.C.), nomi e cognomi assai più vicini all'epoca dello storiografo.

### Il tempio di Giove, ossia San Nicola di Bari
Il maggiore esempio dell'architettura romana a Grele, notizia falsata data dal Ranieri e smentita completamente da Taraborrelli, è ciò che resta di un antico tempio (dedicato a Giove), dove si trova l'attuale chiesa di San Nicola di Bari, con l'iscrizione, presso l'architrave di portale a caratteri gotici: "Instaurator Odorisius Gitepra fecit et uxor Virginia curavit Fulvio Guio Decio Romano viro"; questa iscrizione in realtà non esiste, ed è stata copiata da Ranieri dal libro del padre Colagreco. Benché il portale sia alquanto manomesso da fregi rinascimentali e gotici, si conservano le due colonne degli stipiti poggianti su leoni stilofori, dell'epoca medievale, non riferibili all'epoca romana come vuole Ranieri. La leggenda della fonazione della chiesa risale al III secolo d.C., quando la comunità cristiana, ancora senza tempio, fu perseguitata da Tiberio Poeta, che appiccò il fuoco a un fienile dove i cristiani si riunivano In seguito si decise la costruzione del tempio cristiano sopra quello di Giove, divenendo di fatto la prima chiesa cristiana di Guardiagrele, non di certo intitolata a San Nicola di Bari (vissuto secoli dopo la fondazione, ma forse al Salvatore o alla Vergine Maria), già in tempi remoti tuttavia, dal V secolo forse in poi venne intitolata a San Donato d'Arezzo. La chiesa oggi si presenta nella veste del restauro corposo barocco del 1775, era la cappella prediletta della nobile famiglia Ugni.

### Il tempio di Diana

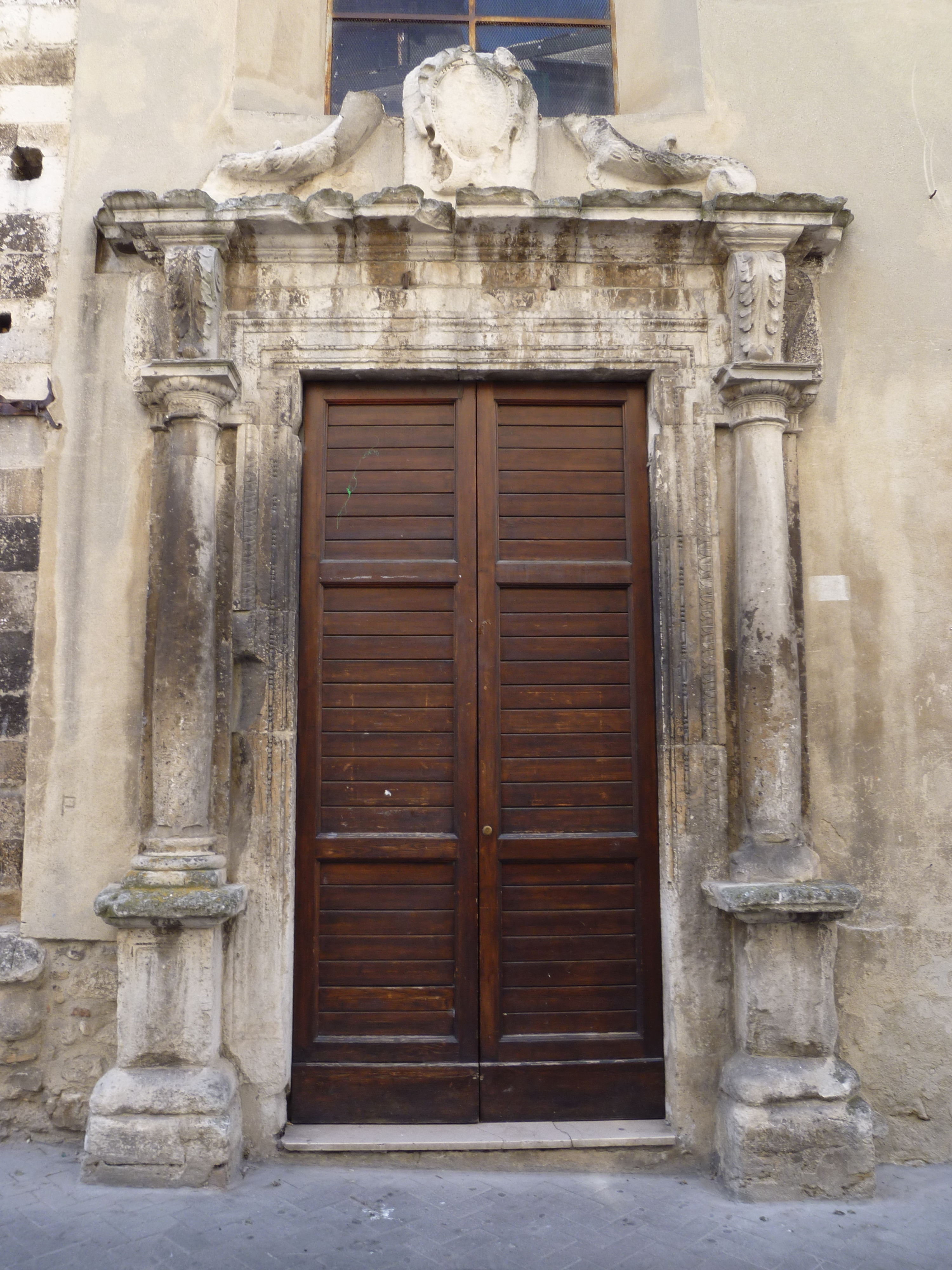
Festoni attorno allo stemma, del portale maggiore della chiesa di San Silvestro

Altra invenzione di Ranieri: il tempio si trovava in via Roma, dove si trova la chiesa di San Silvestro, eretta tra il 362 e il 369 d.C. a suo dire, quando in realtà non è documentata prima del XIV-XV secolo, eretta dai castellani di Colle Tripio e Villa San Vincenzo, dato che la chiesa della contrada riporta la stessa intitolazione, che si installarono dentro il borgo, alla stessa maniera dei castellani delle contrade che si insediarono all'Aquila. Di romano resterebbe, secondo le invenzioni di Ranieri, solo una parte del muro anteriore a detta di Ranieri; la chiesa divenne immediatamente una delle principali chiese di Grele, nel 1044 Credindeo conte di Chieti fondò a Fara San Martino l'abbazia di San Martino in Valle, (in realtà l'abbazia dei Benedettini, dipendente da San Salvatore alla Maiella, esisteva già dal IX secolo, fondata dal conte di Chieti con accordo di Pipino il Breve, e di documenti non parlano di alcun Credindeo conte di Chieti), unendola alla giurisdizione di San Silvestro, ribaltata nel 1451 con la decisione di papa Nicolò V, sicché San Silvestro dovette pagare le tasse a San Martino. Nel 1636 la chiesa si trovò invischiata nelle controversie vescovili di Chieti per il possesso dei monasteri di San Salvatore alla Maiella e San Martino in Valle, che si risolsero con una transazione e la soppressione del convento del primo monastero, ossia San Salvatore. San Salvatore alla Maiella, i cui ruderi si trovano nell'altura di Rapino (CH) in località Fosso Acquafredda, nei dintorni di grotta del Colle, era uno dei monasteri più antichi della Maiella orientale, dell'ordine benedetitno, esistente ancora in parte nel XIX secolo, quando si decise di prelevare il portale romanico e di rimontarlo sulla facciata del convento di Sant'Antonio a Rapino, mentre le ante romaniche del portale in legno venivano condotte presso la chiesa di San Nicola a Pretoro (CH).
Il Ranieri analizza il fregio del portale rinascimentale di San Silvestro a via Roma (all'epoca sua strada Grande) con al decorazione di festoni e cornucopie, ipotizzando che possano trattarsi di fregi prelevati dall'antico tempio, soprattutto per la presenza di tagli volontari, affinché potesse essere conficcato in mezzo lo stemma della confraternita. Ma ciò è solo una sua congettura che è stata smentita da Taraborrelli.

### La Collegiata di Santa Maria Maggiore

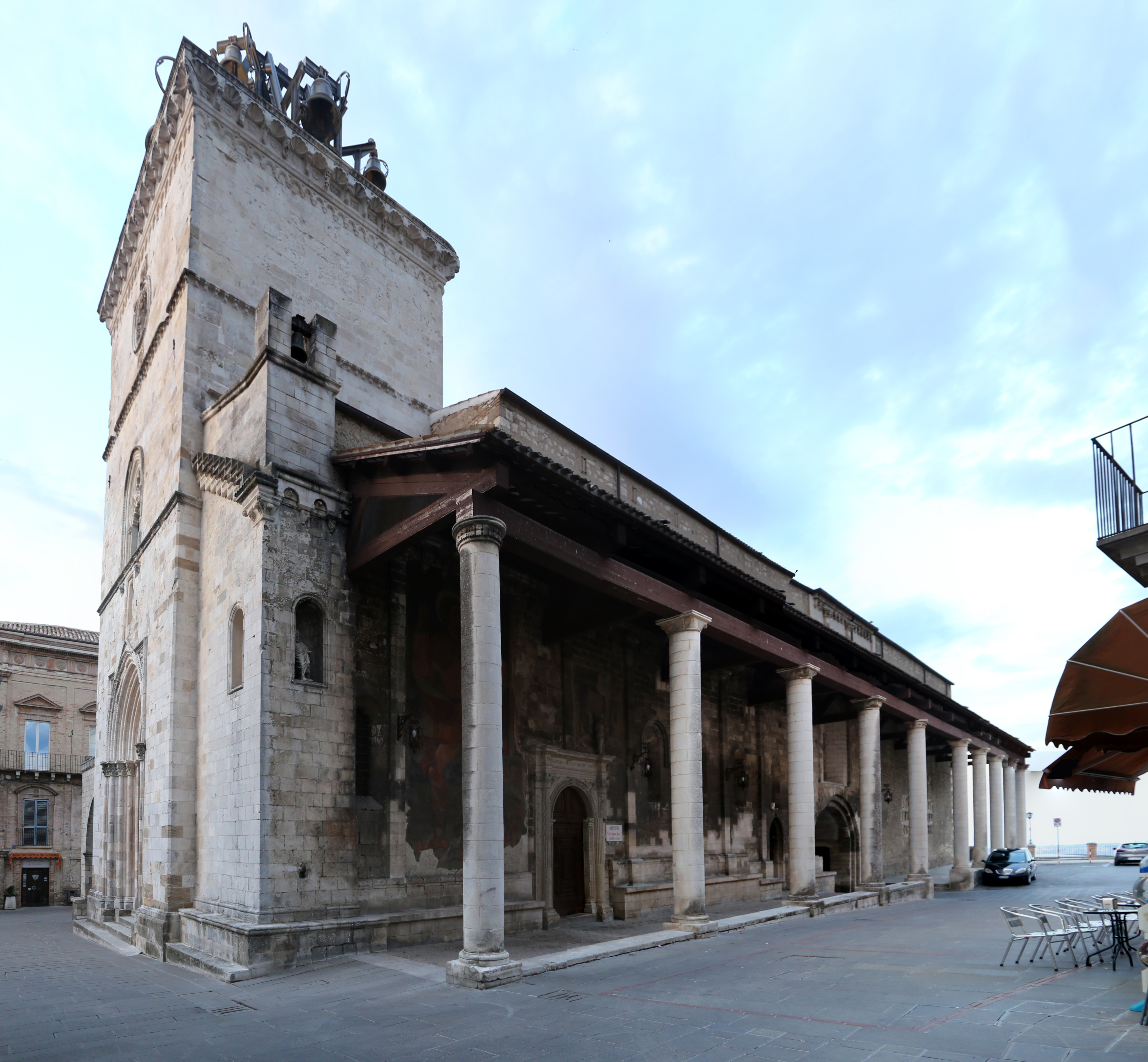
La Cattedrale

La chiesa fu costruita nel XIII secolo, forse sopra una chiesetta preesistente in periferia dell'abitato di Guardiagrele. Secondo le ipotesi errate di Ranieri, le invasioni barbariche del 405-410 d.C. fecero sì che gli abitanti delle contrade ai piedi della Maiella si rifugiassero all'interno delle mura di Grele. La popolazione raggiunse 4000 unità a suo dire, e le chiese già esistenti non riuscivano a soddisfare le esigenze delle funzioni religiose, cosicché si decise la costruzione di una nuova chiesa. Il console romano Marco Basso ordinò la fondazione del Tempio di Santa Maria, e comprendeva già lo spazio occupato dall'edificio medievale del XII-XIII secolo, restaurato nello stile romanico-gotico. L'area di fondazione era periferica, dove si trovava il cimitero. Al tempio si accedeva per mezzo di una lunga scalinata posta a meridione, legata alla casa del governatore (ossia Corte vecchia), e per mezzo di un portale (quello laterale aggiunto alla chiesa di San Francesco d'Assisi), ipotesi smentita da Gavini e poi da Moretti. La seconda chiesa costruita dirimpetto, intitolata alla Natività del Signore, anche se a Taraborrelli pare falso anche questo, dato che i documenti parlano della chiesa di Santa Maria e della chiesa della Madonna del Popolo o di San Rocco, riconsacrata presso il passaggio sotto l'arco di via Cavalieri, e dell'attiguo ex convento, ora sede della biblioteca comunale, posto verso il palazzo Vitacolonna. Non si sa quando venne eretta, dice Ranieri forse nel XII secolo, fatto sta che per la sua posizione presso la piazza, venne inglobata nel duomo con i lavori di rifacimento.
La torre campanaria, secondo le teorie di Giuseppe Iezzi e fon Filippo Ferrari, risale al 1110-1202. Tuttavia anche lo storico di architettura medievale abruzzese Ignazio Gavini nella sua opera, per le fonti storiche fu sviato a causa delle falsificazioni campanilistiche.
Lo storico Taraborrelli, esaminando i pochi documenti, ipotizza che dalle donazioni fatte alla chiesa collegiata, nel XIII secolo partirono i lavori di costruzione ex novo di una chiesa, situata nell'area settentrionale periferica di Guardiagrele, un vasto campo poi cinto di mura dove si trovava anche la chiesetta di San Siro, poi data si Francescani. La chiesa cattedrale fu ampliata nei secoli a seguire, inglobò la cappella di San Giovanni, lato biblioteca Rosica, e il monastero di Sant'Antonio abate, attuale cappella di San Rocco, dopo il terremoto del 1706. La torre campanaria fu eretta dopo la prima costruzione della chiesa, era ottagonale, fu perfezionata nel XV-XVI secolo con la lanterna superiore a pianta ottagonale, ispirata alle torri campanarie delle cattedrali di Teramo, Atri, Chieti, Città Sant'Angelo, ipotesi di Taraborrelli; mentre l'unione delle due chiese avvenne nel 1706-13, quando la città venne ricostruita in seguito a un grave terremoto della Maiella (1706).

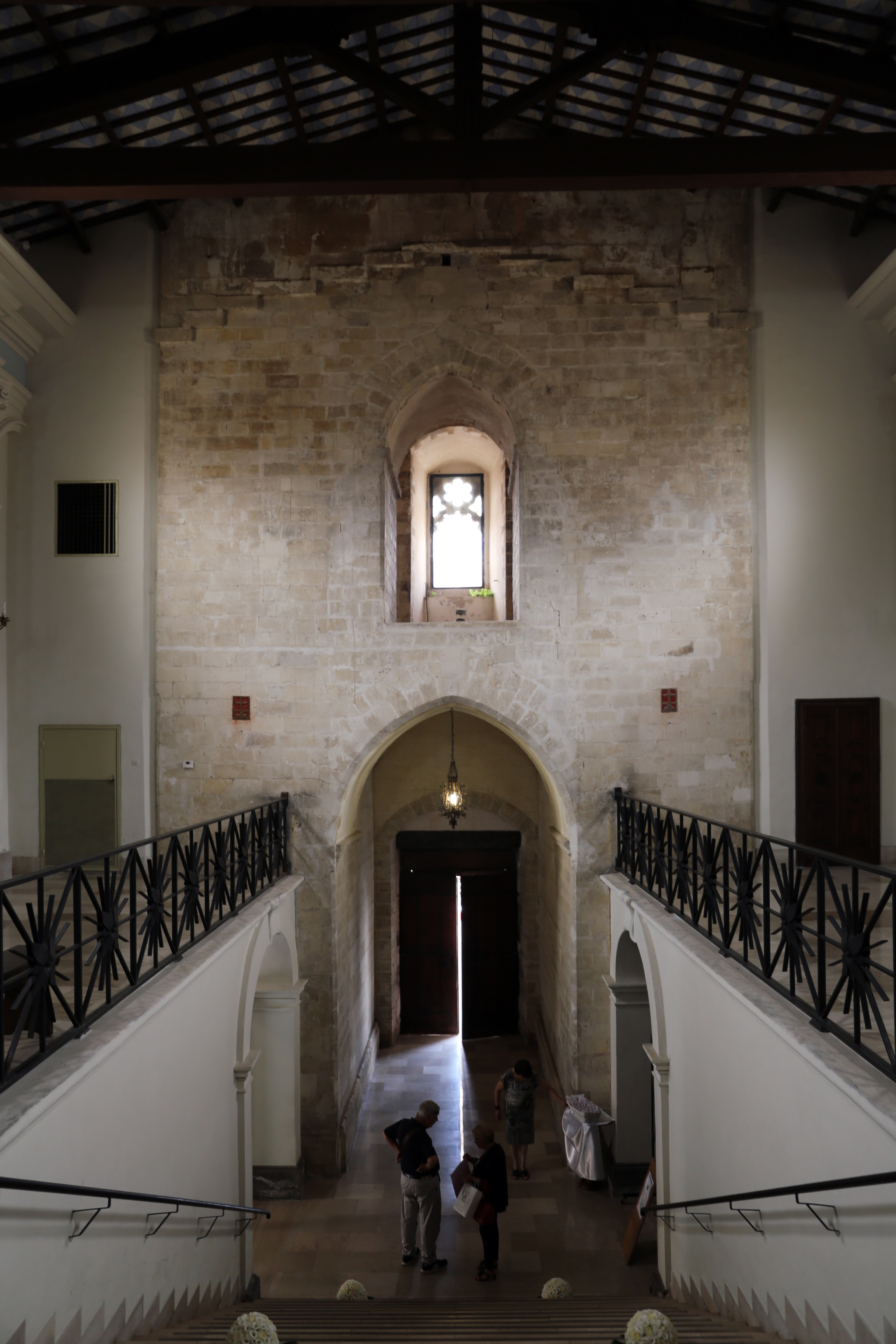
Il corpo centrale del campanile visto dalla scalinata interna del Duomo

### Contrada La Roma
Situato nel territorio comunale di Casoli, questa contrada nella parte alta conserva resti di una città romana detta Cluviae, del popolo Carricino, che era l'abitato principale di questa tribù sannita (essendoci cittadine anche presso Montenerodomo e Quadri), distrutto dai barbari nel IX secolo, per cui i cittadini si rifugiarono nella Torre di Casoli. Si conservano avanzi di mura ciclopiche, un teatro romano e un edificio termale in opus reticulatum. Molti sono stati i reperti scultorei, come bronzetti votivi e ceramiche rinvenuti, conservati oggi nel Museo Archeologico di Chieti. Secondo l'abate Domenico Romanelli, la città sarebbe stata l'antica Romulea distrutta dai Romani, e poi dai Saraceni, citata perfino nella Storia di Roma di Tito Livio, anche se poi si è appurato che Romulea fosse situata in altra località, non in Abruzzo, ma su questa falsa posta si è diretto anche il Ranieri per dare lustro alla città di Guardiagrele.
Dopo l'incastellamento medievale, il territorio per via delle vestigia italiche, venne rinominato "La Roma"; tuttavia G. De Petra smentì questa ipotesi, parlando della cittadina di Cluviae, e ritenendo che il toponimo attuale della contrada sia di derivazione molto tarda, come testimoniano dei documenti riguardo alla possessione del feudo da parte di San Salvatore alla Maiella, in cui è chiamata "Laromam". Il paese venne fortificato da un castello, citato in un diploma del 1417 di Giovanna II di Napoli, secondo il Ranieri, ma si tratta di falsità in quanto nell'area non fu eretto mai un castello, c'erano solo delle masserie di proprietà degli Orsini e degli Ugni di Guardiagrele.
La città romana sorgeva sulla lingua di terra delimitata da ripidi declivi, presso la valle dell'Aventino, a sud-est, e dei suoi affluenti del Laio e Avello, a nord-est e sud-ovest; il tracciato murario era esteso per 1 km, in opus reticulatum, di maggiore importanza, dato che è il meglio conservato, è il teatro romano in opus reticulatum, con la cavea lunga 36 metri, addossato alle mura di recinzione, in posizione nord-est. Altri edifici rinvenuti, in forma di rudere, sono le terme, presso il teatro in opus mixtum con pavimentazione a mosaico policromo, e parti di templi. L'impianto urbano della città risale al I secolo a.C., quando i Romani delimitarono i classici cardi e decumani con il foro; infatti tale impianto non è diverso da quello della vicina città di Teate (Chieti).

## Il Medioevo

### Attestazioni normanne

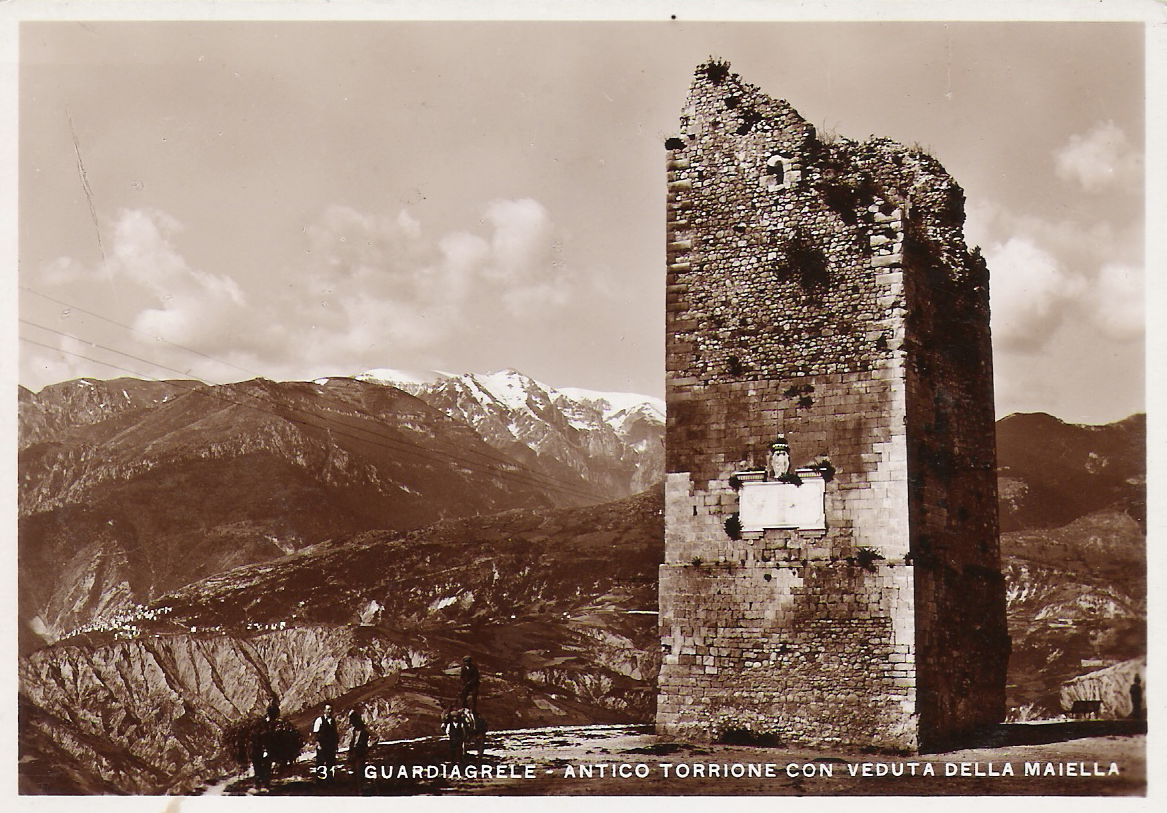
Cartolina del 1925 che raffigura il Torrione Orsini, detto anche Torrione Longobardo

Lo stanziamento di una fortificazione militare longobarda, a scopo di controllo della vallata, risulterebbe all'origine della leggenda, riportata da Colagreco e Ranieri,che narra dell'abbandono del villaggio di Grele e dell'arroccamento "a guardia" del vecchio abitato.
In verità non ci sono testimonianze concrete nemmeno per il periodo longobardo a Guardiagrele, ad eccezione del diminutivo, presente nel centro storico, "faricciola", un termine che deriva dall'esistenza di insediamenti longobardi chiamati "fare". Questa è un'altra falsità del Ranieri, il quale per ribadire la supremazia storica e politica 
di Guardiagrele nel suo territorio, fa derivare lo slargo della Faricciola dalla presenza di un sobborgo a carattere abitato e commerciale, dei paesani della vicina Fara Filiorum Petri, che si trasferirono a Guardiagrele nel rione di Santa Chiara, nelle vicinanze del cinema "Garden", a causa della pestilenza del '600. Tuttavia il toponimo riguarda solo la presenza in situ fi un'area di pubblico mercato.
Secondo la tradizione locale, tra le sopravvivenze architettoniche della città vi sono una "torre del Gastaldo" dentro il centro e un "torrione longobardo" sopra il colle a sud, nomi che richiamano appunto a quest'epoca, e la testimonianza sarebbe appunto il torrione Orsini di piazza Garibaldi (ex piazza del Piano o del Rosario), con il recinto fortificato demolito tra il 1849 e il primo '900. Tuttavia Taraborrelli argomenta che, citando Pellegrini, era impossibile che Guardiagrele fosse la seconda sede del Gastaldato di Chieti, uno sei sette presenti in Abruzzo a quei tempi, riferendosi alla casa torre che esiste ancora in via san Francesco. E che, quanto al torrione Orsini, non ci sono elementi architettonici sufficienti né documenti d'epoca che parlano della presenza dei Longobardi a Guardiagrele; presense certe iniziano ad esserci coi Normanni.
I primi documenti che appaiono, e citano Guardiagrele, risalgono alla seconda metà dell'XI secolo e consistono in una bolla di papa Alessandro II, in cui viene citata una villa quae vocatur Grele, cum ecclesiis et omnibus pertinentiis suis tra i possedimenti del monastero di San Salvatore a Maiella. Il territorio abruzzese infatti, quando l'autorità politica entrò in crisi, venne diviso per zone di influenza (a Montecassino, Farfa, San Vincenzo al Volturno e San Clemente a Casauria). San Salvatore a Maiella, ricostruita intorno all'anno 1000, controllava un ampio territorio della Maiella orientale, fino alle attuali contrade guardiesi di San Bartolomeo, Comino, San Vincenzo, nonostante però non potesse competere le altre. Le scorrerie normanne e i tentativi di alcuni uomini influenti di ritagliarsi parte dei possedimenti monastici portarono San Salvatore in declino. Già con la bolla di papa Eugenio III, nel 1151, Grele non è più menzionata tra le sue proprietà, anche perché già dalla metà del 1000 era stata infeudata al conte Ugo Malmozzetto, signore di Manoppello, sede di una vasta contea che aveva inglobato per un periodo anche Chieti e Lanciano. Guadiagrele sarà inclusa nella contea di Manoppello, passata poi agli Orsini, sino alla metà del XVI secolo..

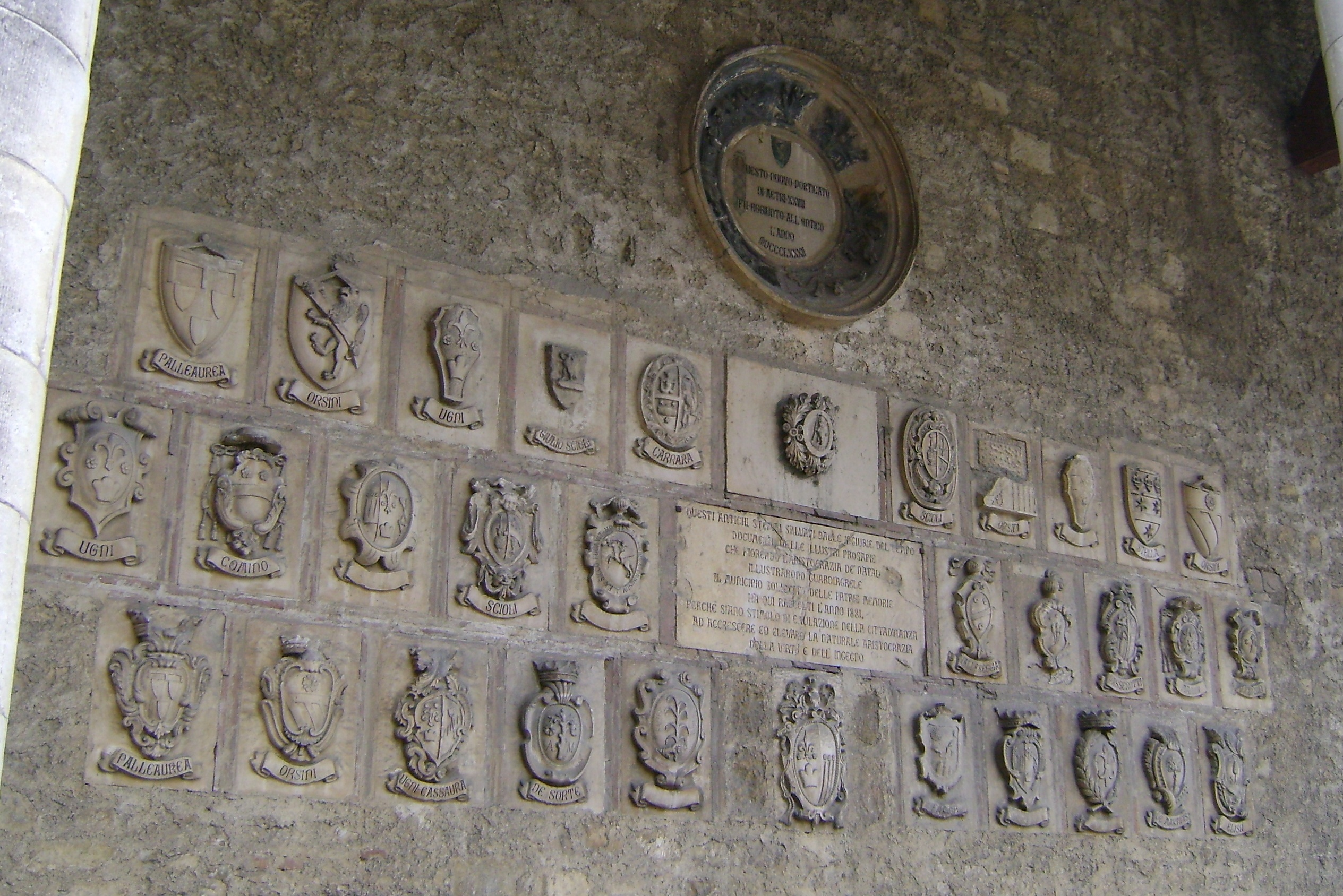
Gli stemmi nobiliari delle famiglie importanti di Guardiagrele: quello dei Palearia è il primo della fila superiore, quello degli Orsini il secondo e l'ultimo (sempre della stessa fila)

Nel Catalogus Baronum il villaggio di Grele compare tra i possedimenti di Boemondo di Tarsia, conte di Manoppello. È comunque tenuto da un certo Roberto di Grele per conto del figlio di Berardo di Quadri Oderisio, a sua volta feudatario di Boemondo. Successivamente il borgo passò sotto la famiglia Palearia, che dopo aver acquistato l'intera contea di Manoppello, assunse una posizione decisiva nell'ambiente politico dei Normanni. Durante la dominazione degli Svevi l'imperatore cercò invano di rafforzare il potere del vescovo di Chieti a sfavore dei Palearia, loro antagonista nel campo politico.
Nel 1391 re Ladislao di Durazzo, uscito vincitore nella contesa del trono del Regno di Napoli con Luigi II d'Angiò, concesse a Napoleone II Orsini il permesso di battere moneta. Nacquero così i bolognini, monete d'argento coniate nella zecca locale, situata secondo la tradizione in casa Marini. Raffiguravano sul recto l'effige di San Leone papa, sul verso le scritte GUAR e LADISLAUS R (rex, re in latino) nel contorno. Il motivo di tale privilegio fu la lealtà mostrata nei confronti del re da Napoleone, promotore della lega contra rebelles.

### Congetture di Francesco Paolo Ranieri su Guardiagrele nell'Alto Medioevo
La città di Romulea (che il Ranieri posizionava sbagliando tra contrada Caprafico e Piano LaRoma), già saccheggiata dai romani, venne definitivamente cancellata dall'invasione saracena: i bizantini Narsete e Belisario posero nel sito di Grele una guarnigione per evitare continue scorrerie dei Goti, altra notuzia non verificabile del Ranieri. Narsete vedendo la solidità della fortificazioni romane, le ingrandì, portando la città a raggiungere 6000 unità, fece erigere la piazza maggiore, quella del Duomo, con due pozzi, dove in seguito venne costruita la torre campanaria della chiesa della Natività di Gesù. Presso questa torre v'era lo stemma della famiglia Stella, rimontato sulla lapide del Duomo. Della famiglia si ricorda un tal capitano Clemente Stella, duca d'Isernia, che militò nell'esercito di Eraclio. Sempre queste notizie delle memorie di Colagreco e Ranieri non sono verificabili.
Nel 1351 Guardiagrele subì l'assedio di Lanciano, aiutati dalle truppe di Corrado Lupo, con Niccolò Piccinino e Ardizzone di Carrara, luogotenenti di Braccio da Montone. Il torrione longobardo di Largo Garibaldi mostrerebbe i segni più antichi nella costruzione nello stile tipico del X secolo, all'epoca delle invasioni ungare, ma non si sa,congettura Ranieri, se fu costruita in quell'epoca o prima ancora, dato che già secoli a venire, forse per male interpretazioni, venne chiamato "torre Longobarda".
Nel V secolo Grele era governata da tal Conte Ostrogoto dei Goti, per conto di Teodorico. Con l'arrivo dei Longobardi, il presidio militare installatovi prese il termine di "Guardia", che nei documenti seguenti diventerà "Guardia di Grele", e infine Guardiagrele. Anche papa Alessandro II nel citare il monastero di San Salvatore alla Maiella, parla di "Villa Grele" intendendo la località di montagna, mentre per il presidio fortificato dice "Guardiae Grelis". La cittadina venne inserita nella Gastaldia di Chieti, città distrutta nel IX secolo dai soldati di Pipino il Breve per ribellione contro i franchi.
Durante il governo dei Normanni nell'XI-XIII secolo, Guardiagrele, situata nel possedimento del ducato di Spoleto, era una terra libera, inclusa nel regio demanio di Ruggero il Normanno, re di Sicilia. Raggiunto in questo periodo il massimo sviluppo d'equilibrio economico del feudalesimo, la terra della Maiella e di Chieti era divisa in tante piccole gastaldie, e "comitati" con a capo un signorotto. Nell'XI secolo Grele era governata dai monaci di San Salvatore alla Maiella, come si fa cenno nella bolla papale di Alessandro II, forse donata alla badia da Trasmondo e Giovanni di Ascaro, conto di Chieti.
Sotto la nuova dominazione di Roberto III di Loritello e di Roberto il Guiscardo, dei quali il primo ereditò il Comitato Teatino e la contea di Manoppello, le chiese di Guardiagrele erano soggette alla prepositura di San Silvestro e di San Salvatore della Maiella, mentre un capitano del conte amministrava la politica. Su queste ultime notizie suffragate da documenti, concorda anche Taraborrelli.
Il Catalogus baronum di Ruggero II di Sicilia, si menziona un tal conte Roberto di Grele che faceva le veci del conte Oderisio. Costui faceva parte della stirpe dei Conti di Palearia o Pgliara (castello presso Isola del Gran Sasso d'Italia, TE), discendente dai Conti Aprutini che governavano il contado di Teramo. Nel 1279 Guardia di Grele era feudo di Tommasa contessa di Manoppello, poi da Gualtieri e Iacopo di Guardia, quando presso il nuovo Giustizierato d'Abruzzo (Guardiagrele rientrava nella parte Citeriore), il feudo valeva 57 once.

### Stemma civico e la bottega di Nicodemo
Al re Federico II di Svevia è attribuito il famoso verso che contraddistingue lo stemma civico:

Stemma di Guardiagrele, il Bambino è posticcio, lo stemma è scolpito anche sulla facciata del portico della cattedrale

GUARDIA PLENA BONIS, FERT ARDUA SIGNA LEONIS, / LOQUITUR IS LINGUA, QUI LINGUA LEGEBAT IN ORE, / CLAMAT IN GRELI, CAUI CANIT AETATIS HONORE, / NEC TACET GUARDIAE, QUI FALLITI, UNIT IN OMNE

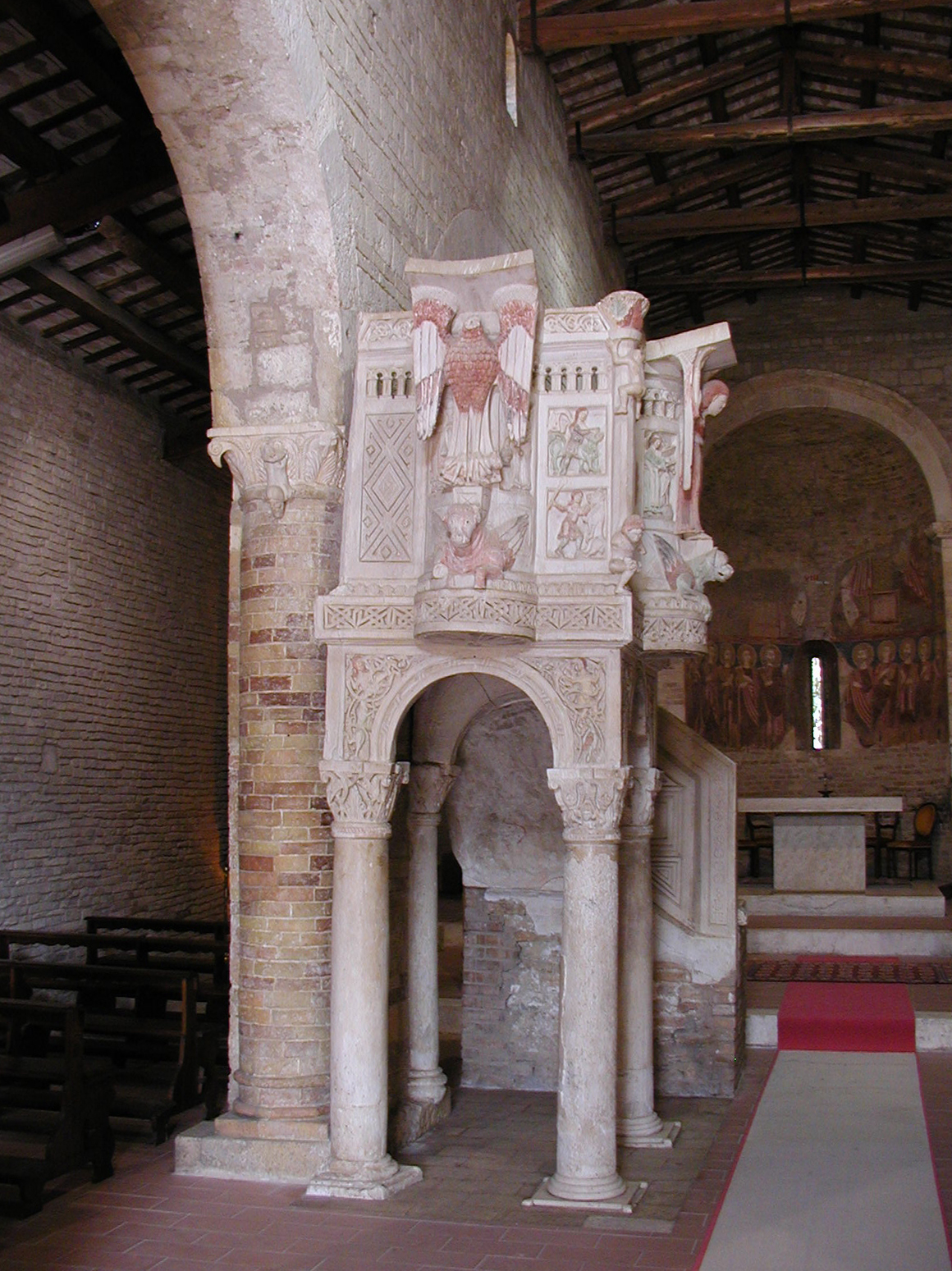
Ambone della chiesa di Santa Maria del Lago(Moscufo), opera di magister Nicodemo

Questo distico, a detta di Ranieri, sarebbe stato scritto dall'imperatore Federico II che visitò Guardiagrele.
Lo stemma civico mostra un leone rampante sulla destra che sorregge la bandiera a fondo granata, simbolo degli Orsini, con di fronte un putto con in mano una foglia di colore verde, su fondo celeste, ricompresi in uno scudo dorato, sovrastato da una corona con sette piccole sfere sovrastanti, e sotto la quale si trova l'inizio di questo verso. Il putto dalle grandi dimensioni fu aggiunto posteriormente.
Nella prima metà del XII secolo si sviluppò a Guardiagrele una delle prime botteghe d'arte scultorea, rappresentata dai maestri Nicodemo, Roberto e Ruggero. Tuttavia lo storico Marco Pantalone rifiuta il fatto che Nicodemo fosse nativo di Guardiagrele, poiché nelle sue firme nei monumenti non citò mai il luogo di provenienza, e la fonte proviene da Giuseppe Iezzi.
Furono questi maestri scalpellini dell'arte romanica, essi rappresentarono l'interpretazione abruzzese di questo movimento artistico, inaugurando il "periodo fiorito", realizzando molti amboni delle principali abbazie regionali, come quelli di San Clemente a Casauria (anche se l'attuale è una ricostruzione del XV secolo), Santa Maria in Valle Porclaneta, Santa Maria Assunta di Bominaco, San Pelino a Corfinio, San Liberatore alla Maiella, San Paolo di Peltuino. La ricercatezza del particolare, del vivacismo, e della resa personale delle "storie bibliche" rappresentate nelle opere, portò nei secoli a seguire la critica a delineare un profilo del tutto abruzzese di questa corrente artistica, tanto che nel XX secolo l'artista Felicetto Giuliante si ispirò proprio a questi maestri per alcune sue opere di scultura, come le facciate del Duomo di Guardiagrele, del campanile della chiesa dell'Assunta di Palombaro, del portale di Santa Chiara e di San Francesco a Guardiagrele, e degli amboni di Santa Maria di Canneto e Santa Maria della Strada, nel Molise.

### Guardiagrele sotto gli angioini
Con la venuta degli Angioini la vecchia aristocrazia normanna entrò in crisi. Se nel 1276 la contessa Tommasa di Palearia donava ai frati minori la chiesa di San Siro, ampliata e dedicata poi a San Francesco, un secolo dopo è Napoleone II Orsini a valorizzare la cappella della chiesa, intitolandola a San Leone papa. Napoleone, nipote del suo omonimo che nel 1340 aveva acquisito Guardiagrele lasciatagli in eredità con la contea di Manoppello, dopo il matrimonio con Maria, l'ultima dei Palearia di Insula, fa realizzare per la cappella di San Leone il Missale Plenum Fratrum Minorum, un magnifico codice minato facente parte adesso al tesoro della cattedrale di Chieti. Gli Orsini rimarranno protagonisti della storia del borgo teatino per quasi duecento anni.
In seguito alla realizzazione della cinta muraria e la costruzione di chiese e palazzi, tra il XII e il XIV secolo Guardiagrele iniziò ad assumere le caratteristiche di una vera e propria città. Fu in quel periodo che si sviluppò l'artigianato raffinato, che vedrà il suo massimo autore nel XV secolo: Nicola da Guardiagrele, maestro dell'arte orafa. I suoi capolavori consistono infatti in numerose croci e ostensori, che aggiunti al portale gotico di Santa Maria Maggiore e all'affresco di San Cristoforo di Andrea Delitio (sempre della stessa chiesa), rappresentano le massime opere di quel fiorente periodo, che proseguirà fino a tutto il XV secolo.
Nel 1391 Ladislao di Durazzo concesse alla città il permesso di battere moneta, come ringraziamento del sostegno dimostrato al re. Successivamente, dopo la morte di quest'ultimo e la successione di Giovanna II, Napoleone II Orsini cambiò fronte passando a sostenere le autonomie locali. Nel 1420 infatti la città si dotò di autonomi statuti comunali, dando inizio ad un lungo periodo di lotte contro i numerosi tentativi di riconquista da parte dei vecchi padroni. A tal proposito Guardiagrele strinse alleanza con L'Aquila, simbolo della libertà e dell'autonomia comunale.

### Gli Orsini
Nel 1340 Maria figlia di Tommasa di Palearia e di Giovanni Russo di Sulliaco, conte di Chieti, sposò Napoleone I Orsini, che ereditò la contea di Manoppello con oltre 20 feudi, inclusa Guardiagrele. Gli Orsini in Abruzzo erano penetrati da Roma, conquistando la Marsica della Contea d'Albe, di Avezzano, Trasacco, Carsoli, Balsorano, Magliano de' Marsi, contendendoseli per anni con i Colonna e i Piccolomini. Napoleone Orsini occupò la parte a nord della Maiella, incluse le ville di Guardiagrele, Casoli, Palombaro, Lama dei Peligni, Pacentro e Fara San Martino. Napoleone era cadetto di Roberto d'Angiò re di Napoli. Il 4 giugno il re Ladislao di Durazzo concesse a Napoleone una bolla con il permesso di battere moneta fino alla guerra tra i Durazzeschi e Luigi II d'Angiò. Gli Orsini rifecero le mura, e il castello, che porta ancora il nome (malgrado resista solo il torrione), e ricoprirono di benefici i Padri Francescani che si trovavano nel monastero dentro le mura, nella parte a nord-ovest di Torre Stella; venne fondato intorno al 1276 con le elargizioni di Tommasa di Palearia.
La chiesa tuttavia, secondo Ranieri, risaliva circa al 533 d.C., piccola cappella intitolata a San Sisto, e venne successivamente rifondata con l'arrivo dei Frati Minori Francescani. Anche sulla venuta dei Francescani a Guardiagrele ci fu una controversia tra gli storici Iezzi e Padre Chiappini, poiché il campanile del primo portò per amor di patria a ritenere che San Francesco fu il primo in tutto l'Abruzzo nel 1216 a far edificare il monastero, in località Campotrino, e poi presso la cappella di San Siro, attuale chiesa di San Francesco.
Fu la chiesa prediletta della famiglia Farina, di cui si conservano nell'archivio conventuale i nomi e uno stemma nobiliare.

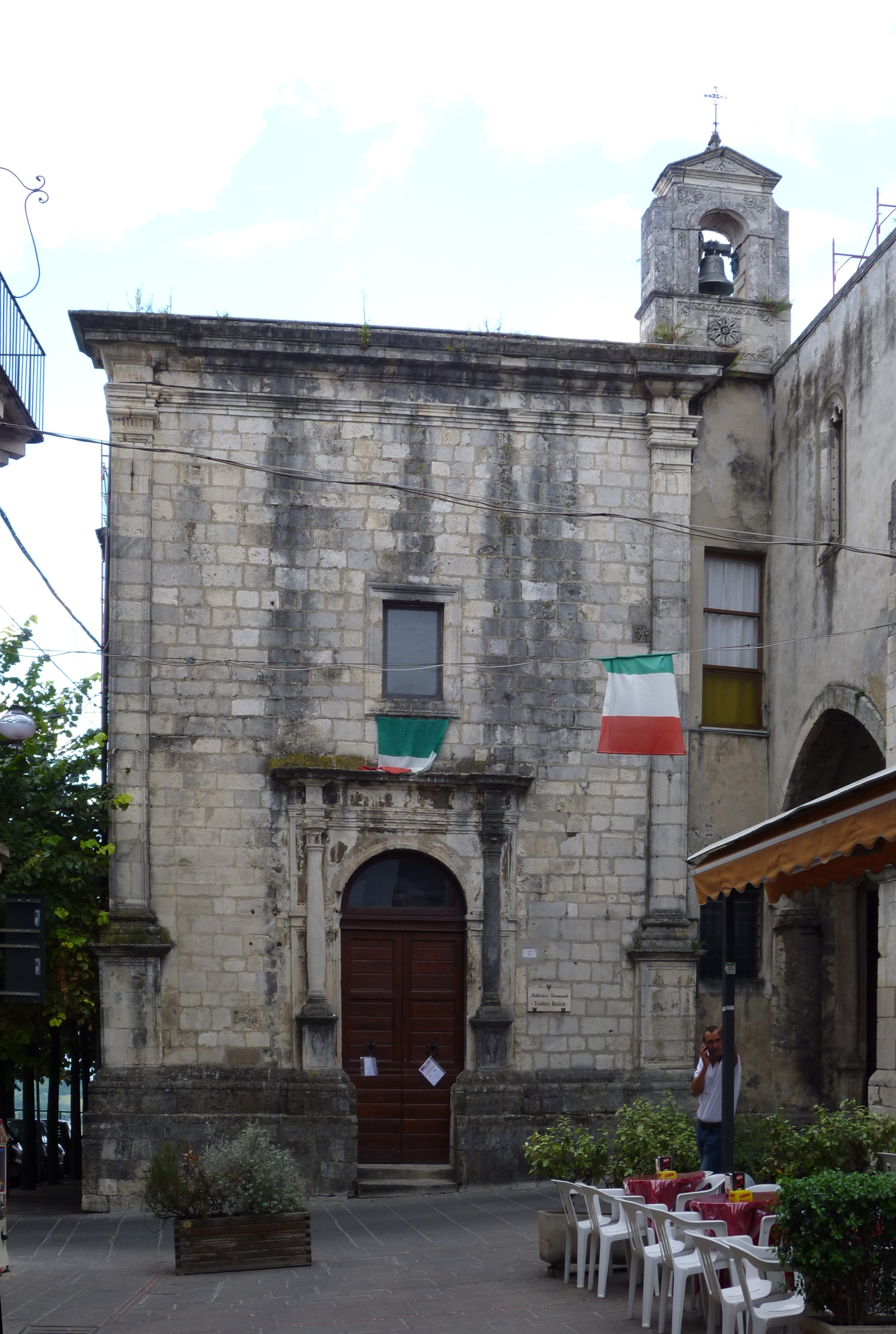
Ex chiesa della Madonna del Popolo o di San Rocco, oggi Biblioteca comunale

Nel corso della chiesa, presso il sacello di San Nicola Greco, il cui corpo è conservato in una teca, si trova la memoria del frate Giambattista Comino e di Maurizio Marini. I Comino risiedevano sin dal 1318 a Chieti: si legge di un tal Filippo Comino barone di Roccamorice nel 1320, e aveva la casa a Guardiagrele presso via Cavalieri; questa famiglia aveva il castello presso contrada Comino, di cui ci sono alcuni resti, e molti suoi membri entrarono nell'ordine dei Francescani, come si vede dalle Costituzioni Celestine degli Abati nel 1274. Discendente di Filippo Comino fu Giovanni Battista, filosofo e matematico, monaco di San Liberatore alla Maiella (Serramonacesca).
La chiesa monastero di San Francesco a Guardiagrele venne consacrata ufficialmente nel 1381 con le elargizioni di Napoleone II Orsini. Della famiglia Marini uno dei primi membri è Stefano, nel 1280 barone di Roccamorice e di Villa Santa Lucia, discendente dal capostipite Berardino Marini, che nel IX secolo possedeva i castelli di San Martino sulla Marrucina e Filetto. Anche questa famiglia fu legata al monastero dei Francescani per via di frate Ludovico Marini, morto nel 1340, e di Marzio Marini, matematico e prelato.
Napoleone I Orsini, come detto, investì di privilegi il convento francescano, e vi fece traslare il corpo di San Nicola Greco; nell'ambito della guerra di successione della casa d'Angiò-d'Aragona per il trono di Napoli, si alleò con Lalle I Camponeschi dell'Aquila, parteggiando per Ludovico d'Ungheria, cui offerse i servizi nella città abruzzese, insieme ai conti di Celano, di Loreto, di Tagliacozzo, di San Valentino. Successivamente Napoleone si alleò con Luigi d'Angiò, provocandosi l'odio di Lanciano, che parteggiava per Ludovico Principe di Taranto. L'assedio tuttavia non servì a niente, poiché le due parti vennero ad accordo con un privilegio del 1351, nel quale i mercanti, per le fiere annuali di lanciano, avrebbero avuto uno speciale lasciapassare, senza subire vessazioni o rapine. Nel 1353 a Guardiagrele veniva confermata la contea di Manoppello da Giovanna I di Napoli.

### Napoleone II e i bolognini guardiesi

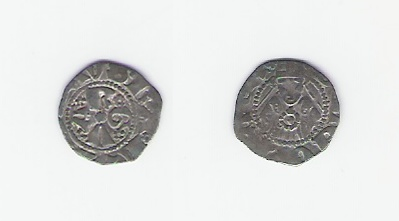
Un bolognino di Guardiagrele

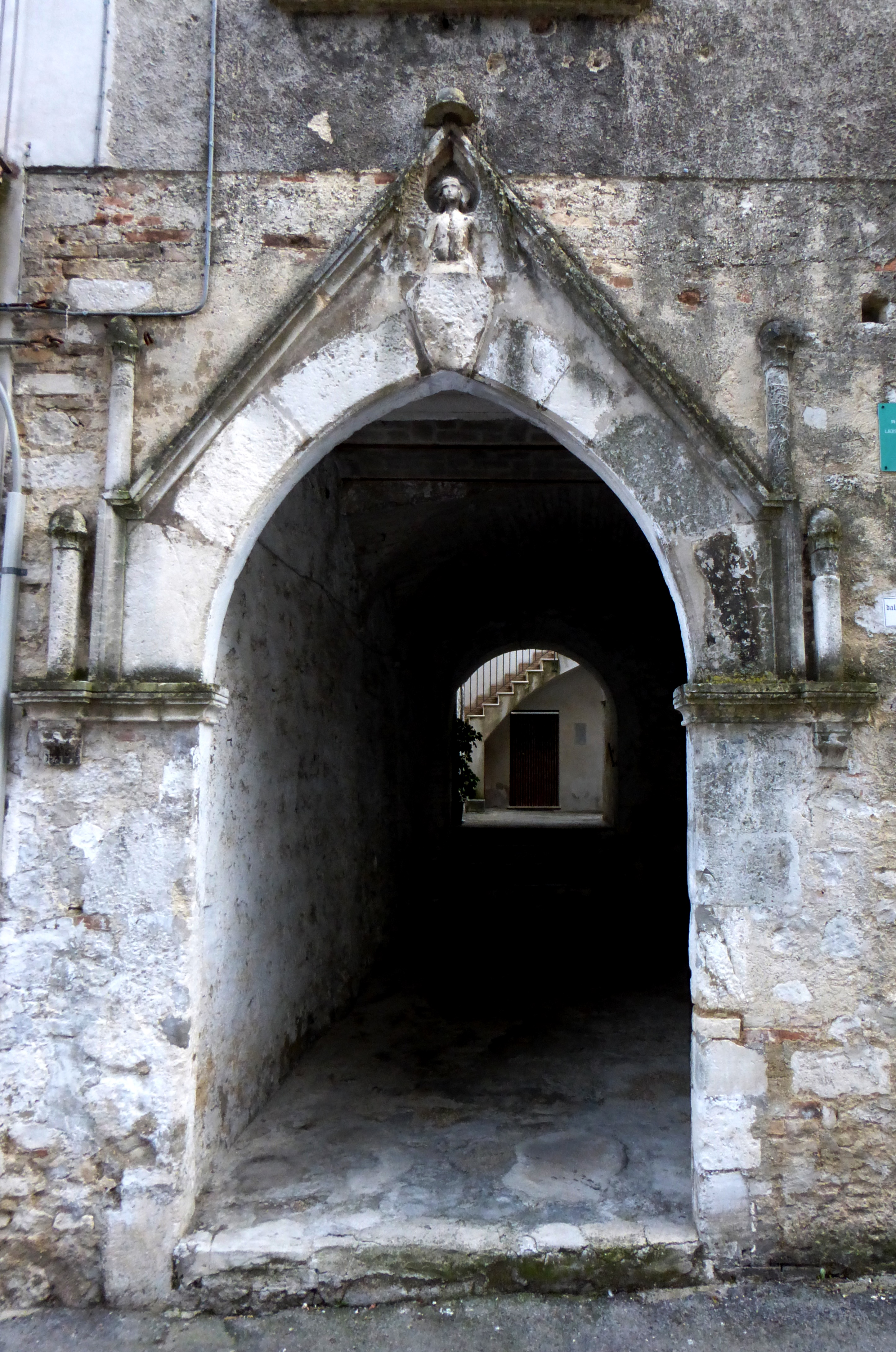
Portale di Casa Marini

Durante il governo di Napoleone I, nel territorio abruzzese ci furono le scorrerie di Fra Moriale e del Conte Lando, sbandati dell'esercito d'Ungheria, che tuttavia non riuscirono a saccheggiare la città. A Napoleone successero Giovanni e Ugolino, che si allearono con Carlo di Durazzo contro Luigi d'Angiò. Giovanni servì con onore re Carlo contro Giovanna I, ottenendo nel 1381 la contrada di San Valentino (oggi Villa San Vincenzo); ebbe tre figli: Napoleone II, Francesco e Nicolò. Napoleone II successe a Giovanni, nel 1391 il re Ladislao gli confermava la contea di San Valentino, sempre in quest'anno un accordo speciale tra Napoleone e il re di Napoli permise a Guardiagrele l'istituzione della "zecca" per coniare i bolognini, nel periodo della guerra dei Drazzeschi contro il partito di Luigi d'Angiò. Guardiagrele per breve tempo fu un'autentica istituzione nell'Abruzzo, insieme a Sulmona, investita dello stesso privilegio durazzesco. La zona della zecca fu individuata nella Casa Marini, posta all'incrocio di Via Cavalieri con Vicolo I° Capocroce; l'attuale aspetto è piuttosto rimaneggiato per via dei rifacimenti durante i secoli, soprattutto tra il XVIII e il XIX. Rimane di originale il bel portale gotico "durazzesco" ogivale, caratterizzato da un angelo scolpito al vertice della grande ghimberga ornamentale, che introduce alla corte interna per mezzo di un corridoio voltato a botte. La corte interna è coperta da tettoia in legno e mattoni su pilastri, e porta al piano superiore dell'edificio.
La fortuna di Guardiagrele nel battere moneta non durò molto, perché le sorti della guerra volsero a favore di Luigi II, e Napoleone venne imprigionato nel 1392, perdendo alcuni feudi: Moscufo, Rosciano, Civitaquana, Castel Rosi, Pagliano, Tufo, Torricella a Mare. Nel 1395 Napoleone rientrò in grazia di Ladislao, e Guardiagrele insieme alla contea di Manoppello visse un periodo di pace sino al 1407, quando il governo venne dato dal re a un tal Lodovico Migliorati in cambio di Ascoli Piceno riavuta da Ladislao Negli anni di governo, Napoleone era riuscito ad avere anche il feudo di Pacentro, in una controversia col duca Acquaviva di Atri, per mezzo di un notaio di Sulmona. Alla morte di Napoleone, gli successe brevemente Giovanni Orsino, che però mosse a guerra contro Ladislao, morendo in prigione, e poi dunque Leone Giordano, figlio di Napoleone e Maria Cantelmo. Lui e gli altri discendenti, entrarono nell'orbita della guerra di Giovanna II contro papa Martino V, e dei capitani di ventura Braccio da Montone (parteggiando per costui, al servizio di Alfonso Aragona), Muzio Attendolo Sforza e Jacopo Caldora, al servizio della casa d'Angiò. Quando Braccio si nominò Principe di Capua e Gran Connestabile del Regno, mandò in Abruzzo i luogotenenti Ardizzione di Capua e Niccolò Piccinino, per punire i ribelli di Giovanna II: Antonuccio e altri fratelli dei Camponeschi, tra cui Pietro Lalle. Antonuccio si recò a Guardiagrele, mobilitando la popolazione a respingere Braccio; ma il 18 maggio 1423, anche i luogotenenti di Braccio giunsero a Guardiagrele, intimando il giuramento di fedeltà a Giovanna e Alfonso, che ottennero il 29 luglio con firma di capitolazione della città, senza che fosse saccheggiata.
Gli Orsini, dalla spedizione di conquista di Braccio in Abruzzo, riuscirono ad ottenere molti dei feudi perduti dell'antica contea di Manoppello, includendo Orsogna, Giuliano Teatino, Filetto. Nel 1424 il nuovo re Alfonso I d'Aragona confermò il possedimento di questi feudi, inclusa la facoltà di continuare a coniare bolognini. In questo periodo governava Niccolò Orsini, fedele servitore di Alfonso, e membro del Parlamento di Napoli; morì a tradimento nel 1443, vittima di Francesco Riccardi di Ortona, e morì senza eredi. Nel 1453 fu conte di Manoppello Orso Orsini; Guardiagrele nel 1456 fu danneggiata da un terremoto, e da documenti si sa che venne incamerata nel regio demanio, e poi concessa a Marino d'Alanno, inoltre il re di Napoli stabilì che quel feudo non potesse essere rivendicato dagli Orsini. Nel 1467 Napoleone III grazie a Ferrante I d'Aragona ottenne la conferma del contado di Manoppello e della Valle Siciliana nel teramano, ma non Guardiagrele, che cercò di conquistare con la prepotenza e la forza. La boria di Napoleone arrivò al punto che nel 1505 perse nuovamente i feudi, che vennero dati nel 1507 a Bartolomeo di Alviano. Ultimo signore di Guardiagrele fu Camillo Pardo Orsini, morto nel 1553 senza eredi, che venne privato una trentina d'anni prima.
Degli Orsini a Guardiagrele ci sono tre stemmi, conservati sul fianco del Duomo, che mostrano l'accrescimento dei privilegi ottenuti soprattutto con i francesi di Luigi d'Angiò.

### I nobili di Guardiagrele

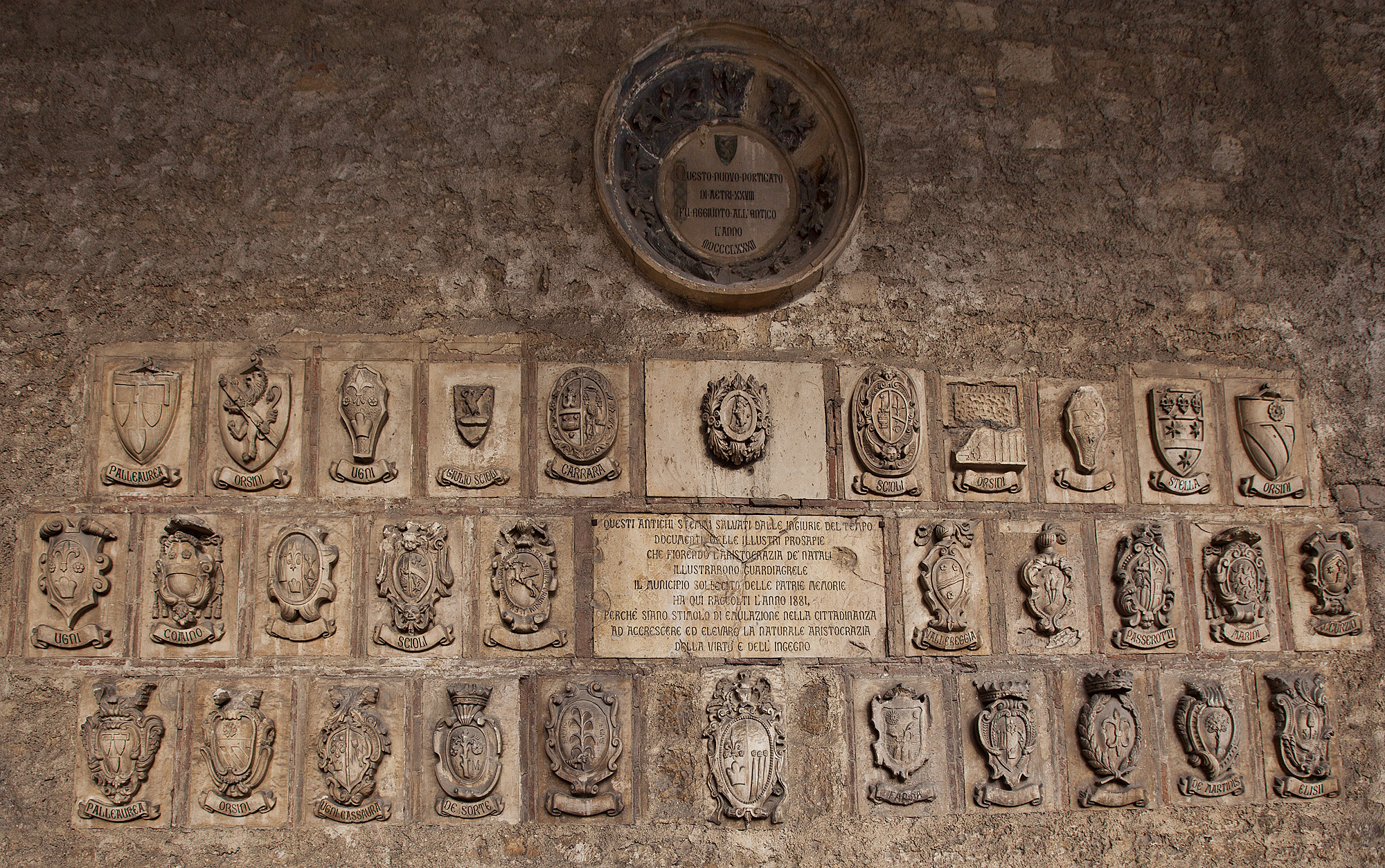
Stemmi nobiliari sul fianco di Santa Maria Maggiore

Una lapide creata appositamente nel 1881, si trova sul fianco sinistro del Duomo di Guardiagrele, volto su Largo N. da Guardiagrele, con il compito di conservare tutti gli stemmi nobiliari delle più influenti famiglie guardiesi vissute dal Medioevo al XIX secolo, stemmi rimossi solitamente dagli architravi dei portali dei palazzi, alcuni dei quali scomparsi, i quali offrono una preziosa testimonianza per tracciare la storia della vita locale dal XII sino al tardo Ottocento.
- Ugni: nobili guardiesi che avevano i feudi nella parte nord-occidentale della montagna, da Caporosso a Caprafico e Palombaro. Lo stemma è caratterizzato da stelle di fiordaliso. La loro chiesa prediletta era quella di San Nicola. Nel registro dei morti della parrocchia (anni 1335-1701), si leggono i nomi dei conti Leone, Giangiorgio, Cantelmo, Giulio Cesare, Ottavio, Odorisio, Giovanna, Maruzia, Porzia, Isabella, Lelia, Vittoria Ugni. Nell'812 è documentato un tal Valentino detto "cuor senza fiele" per le elargizioni fatte ai poveri, nel 1200 un tal Giovanni Ugni era marchese e conte di Frera, nel 1238 Gentile di Ceresolo Ugni ebbe in custodia da Federico II il giustiziere d'Abruzzo Boemondo Pissone. Nel 1280 sotto Carlo d'Angiò, il feudo Ugni era posseduto da Guglielmo di Cerasolo, e della Rocca di Gilperto. Nel 1539 don Carlo Ugni vendette ad Agostino Cappella una parte di contrada Morelle per 100 ducati; Tiberio Ugni, morto nel 1618 era conte di Vallefredda, suo figlio Marzio 1642 era marchese di Torricella, barone di Valle e signore di Guardiagrele. Quanto alle donne Maurizia Cassaura di origini viennesi era moglie di Giovan Battista d'Ugni. La famiglia ebbe relazioni con i Seguro, i Valignani e i Caprafico, nel 1591 fecero edificare il monastero della Misericordia (oggi Casa Ferrari), mentre nel 1599 con il contributo degli Sciola e dei Marini realizzarono il convento dei Padri Cappuccini, poi la cappella della Madonna del Popolo presso Santa Maria Maggiore, dove si trovava la Confraternita dei Bianchi. Il palazzo degli Ugni si trovava appena dietro la chiesa di San Nicola, oggi distrutto, e una seconda casina si trovava in contrada San Leonardo, edificata come una vera e propria "delizia" con giardino.
- Caprafico: signori dell'omonima contrada, parrocchiani di San Nicola. Avevano la loro residenza fortificata presso il castello di Caprafico[20], come testimonia il Ranieri dai ruderi ancora in piedi, aventi pianta trapezoidale, con le mura occupate in parte da nuove case di contadini e da orti. Si ha testimonianza di Costanza di Caprafico, morta nel 1295, feudataria di metà della contrada per via di Tommasa Contesa di Palearia, e del castello di Fallascoso e di una parte di Pizzoferrato. Carlo II d'Angiò dette a Tommaso di Lama una parte di Caprafico e il resto dei feudi al nipote Nicolò e ad Ugone di Solliaco, capitano di Guasto Gisone (Vasto). Nel 1300 Giovanni Lorenzo di Caprafico possedeva tutto il feudo; nel 1316 sotto Roberto d'Angiò erano feudatari Bartolomeo e Gualtiero di Caprafico; di uomini illustri di religione si ricordano Padre Serafino (1339) e Padre Francesco (1416).
- Palearia - Pagliara: castello situato sopra Isola del Gran Sasso d'Italia (TE). La famiglia fu in rapporti col Regno di Napoli, nel Catalogus baronum (1150-1168) risulta di che Oderisio di Collepietro possedeva il feudo di Palearia, nel 1248 Innocenzo III confermò a Gualtiero di Palearia, conte di Manoppello, il possesso dei beni avuti da Federico II. I Palearia ebbero rapporti con Guardiagrele e i Caprafico, e dopo la venuta di Napoleone Orsini, andarono in decadenza. Il castello di Pagliara nel XVII secolo fu comprato dai Caracciolo, nel 1774 l'ultima marchesa della Valle era ancora fregiata del titolo di "comitissa Paleareae". La famiglia aveva sede presso un grande castello situato nell'omonima contrada sopra la vetta di Isola del Gran Sasso, di cui rimangono bastioni circolari, frutto di rifacimenti cinquecenteschi, e una grossa porzione adibita a cappella.
- Orsini: capostipite della famiglia fu Orso di Bobone nel XII secolo. Nel 1276 Tommasa figlia di Gualtieri di Palearia sposò Subiaco conte di Chieti, e la loro figlia Maria andò in moglie a Napoleone I Orsini, che entrò nei possedimenti di Manoppello, San Valentino, Guardiagrele, Casoli e Pagliaria. La famiglia in Abruzzo era divisa in due rami, uno che possedeva i feudi di Tagliacozzo, Pacentro, Carsoli, Avezzano, la Contea d'Albe, Pacentro, Amatrice, l'altra che ereditò la Contea di Manoppello (esistente dall'XI secolo), con 12 feudi. Napoleone I fortificò il sistema di torri di Guardiagrele, costruì il castello di Casoli, e fondò il monastero dei Francescani (1316). Nel 1344 suo figlio Napoleone II ereditò i beni, alla sua morte nel 1369 gli successe Giovanni, morto nel 1383, che lasciò i feudi a Napoleone III. Nel 1405 gli Orsini persero i feudi della contea,: Turri, Lettomanoppello, Casalincontrada, Roccamorice, venduti ai Valignani di Chieti, e infine persero l'ultimo importante feudi di Guardiagrele. Gli Orsini tentarono di non perdere Manoppello, nel 1438 Niccolò di Pier Giovanni Paolo, figlio di Napoleone III, era ancora signore di Manoppello; nel 1450 Orsi, ultimo fratello di Giovan Paolo, signore di Manoppello, ricevette da Alfonso d'Aragona la Valle Siciliana (Castelli, TE), e San Valentino d'Abruzzo Citeriore. La contea tornò a ingrandirsi con i feudi di Roccamontepiano, Pretoro, Fara Filiorum Petri e Rapino, ma vennero dichiarati ribelli da Ferrante I d'Aragona e nel 1470 privati di tutti i feudi, venduti a Chieti, che acquisì di fatto il governo dell'ex contea. Pardo Orsini tentò di impedire la disgregazione del contado, che perse definitivamente con Carlo VIII di Francia nel 1495, rimanendo col solo feudo della Valle Siciliana, perduta nel 1523, mentre Pardo si metteva al servizio del re Francesco I di Francia contro Carlo V d'Asburgo. Con la conquista di Carlo del regno di Napoli, divenuto vicereame, la contea nel 1527 andò nelle mani dei Colonna, che presero possesso anche dei feudi nella Marsica, mentre gli Orsini si accontentavano di una porzione di feudi presso Guardiagrele. Con l'estinzione della famiglia dopo la morte di Camillo Pardo Orsini nel 1553, anche Guardiagrele venne perduta, insieme alla Valle Siciliana (TE). Lo stemma presso Santa Maria Maggiore mostra il tipico leone rampante della famiglia romana.
- Scioli: lo stemma reca il nome di Giulio Scioli, capostipite del casata, apparso nel catasto onciario già nel 1609, definito "Sciolo", mentre nel XVIII secolo era noti come gli Sciola. Famoso personaggio fu Rocco Scioli (1753)

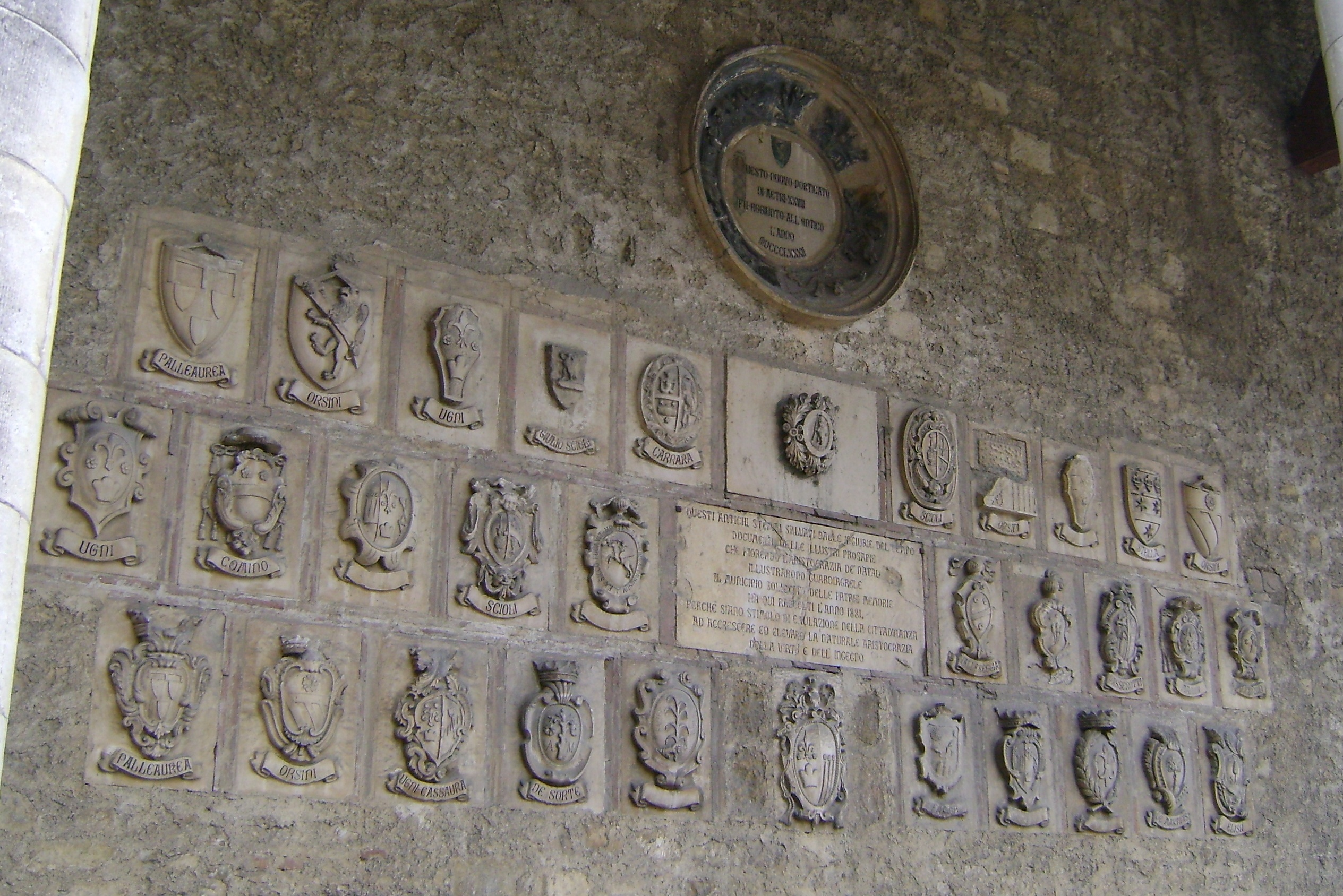
Seconda immagine della lapide degli stemmi

- Carrara: di questa famiglia si ricorda Ardizzione, luogotenente del capitano Braccio da Montone, al servizio di Giovanna II d'Angiò; nel 1423 fu inviato in Abruzzo insieme a Niccolò Piccinino per condurre la guerra dell'Aquila. In quest'occasione Antonuccio Camponeschi venne nella città di Guardiagrele, cercando di far insorgere la popolazione contro i reali, ma le truppe del Piccinino e di Ardizzone, acquartieratisi sotto le mura, spinsero la cittadinanza a giurare fedeltà verso Giovanna e Alfonso I d'Aragona. Lo stemma mostra al centro un castello a torre d'oro, aperto finestrato, e murato di nero, fiammeggiante in cima di rosso, fiancheggiato da due leoni del secondo, coronati dello stesso.
- De Sorte: stemma dal tronco d'albero con due grandi pomi cadenti dai rami. Non si sa molto della famiglia, sennonché il cognome ha dato lustro al personaggio teatrale Antonio De Sorte detto "Frappiglia", maschera comica della commedia dell'arte abruzzese.
- Farina: originari di Casalincontrada, uniti con i D'Alena, lo stemma è scudo d'azzurro al giglio di giardino al naturale, fiorito di sei pezzi, tre per parte, nodrito sulla vetta più alta fra le tre di un colle al naturale verdeggiante; detto giglio accostato di sei stelle a sei raggi d'oro ordinate in palo tre e tre nei fianchi dello scudo.
- Vallereggia: originari di contrada Valle Regia dove avevano il castello, possiedono lo stemma con il cimiero di un cavaliere in cima, e lo scudo blasonato con nella parte superiore due corone di fiori, e in basso una sola.
- Stella: originari di Villa Maiella-Colle Barone, si conserva della loro presenza il torrione posto su vis Occidentale, coevo di Torre Adriana. Lo scudo è tripartito orizzontalmente in cima da tre gigli, e negli altri riquadri da due, e da una stella.
- Accursio: provenienti da un castello presso L'Aquila, lo stemma è inquartato nel 1 e nel 4 d'argento all'aquila spiegata di nero; nel 2 e nel 3 d'azzurro al leone d'oro rivoltato.
- Passarotti: risultano al catasto onciario del 1753, dove si nomina tale Apostolico Passarottio Ferdinando, sposato con Anna Carmela De Lauro.
- Elisii: apparirono nel catasto onciario del 1609 come "Lisii", poi nel XVIII cambiato nell'attuale (1753). Si conserva la struttura residenziale del Palazzo Elisii. Lo stemma ha la cornice molto ben elaborata da motivi barocchi, che in basso ritraggono il volto di un uomo, con la barba che si fonde nei riccioli con la stessa cornice. Lo stemma mostra un cipresso ornato in cima da tre stelle, e in basso da due boccioli che nascono dal terreno.

### I Feudi Guardiesi

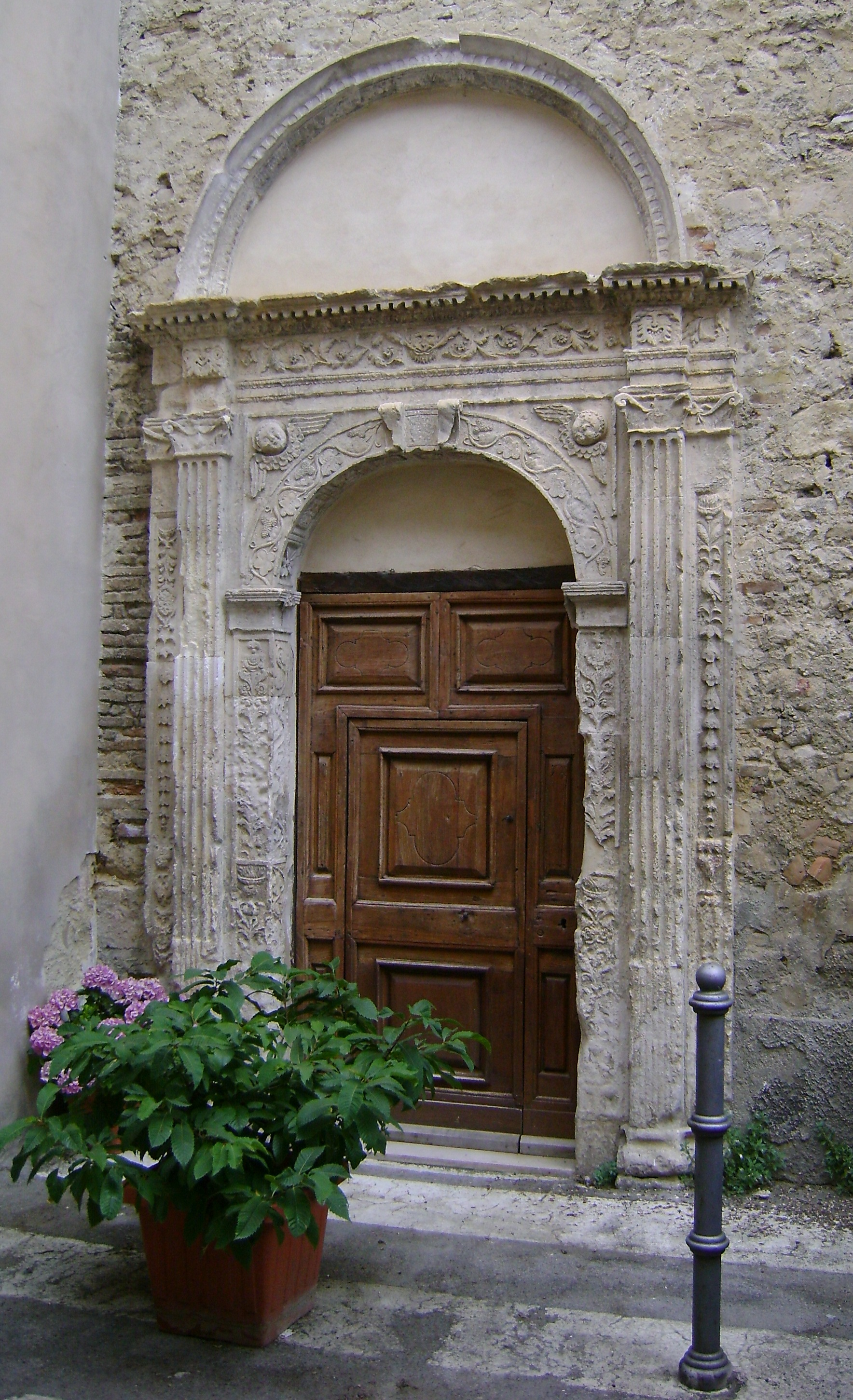
Portale laterale della chiesa di San Nicola

### Castel di Comino
L'antico Castrum Cominae fu fondato sopra l'antica necropoli italica, con fortificazioni e chiese. La prima menzione del castello risale al 1056, quando Raniero da Cono lo donò al monastero di San Salvatore alla Maiella, che aveva i diritti di imposizione di tasse sulla chiesetta di San Clemente in Badia. Secondo Taraborrelli, l'intitolazione della chiesa al pontefice sarebbe da collegare alla presenza del culto del santo sin dal IX-X secolo in Abruzzo, quando il corpo del pontefice fu trasportato e conservato per qualche tempo nell'abbazia di San Clemente a Casauria. La chiesa oggi è un rudere irriconoscibile, era già un rudere ai tempi della visita del soprintendente Carlo Ignazio Gavini in Abruzzo, alla ricerca di notizie architettoniche medievali, il quale la fotografò e rinvenne nell'architrave del portale evidenti tracce dell'architettura a rilievo tipica longobardo-franca. Anche nel 1183 Trasmondo di Chieti confermò questa possessione; mentre il conte Rainaldo da Letto esercitava il titolo di feudatario, il quale si trovò in contrasti con Trasmondo, sanati da un atto di pace stipulato sempre nel 1183 presso il castello, alla presenza dei baroni del vicino feudo di Sant'Angelo in Trifinio, che era posto preso l'attuale contrada Melone.
Nel 1238 il possedimento fu confermato da Federico II a Boemondo di Letto, nel 1280 Abamondo di Letto acquisì il feudo di Palombaro, e il figlio Gentile da Letto acquisì anche il feudo di Canosa Sannita. Andando avanti con gli anni, Iacopo e Matteo da Letto arrivarono a possedere sempre in minima parte dl feudo di Comino, fino ad arrivare a un terzo dell'intera terra; nel 1450 vivevano Alberto e Francesco di Letto, l'ultimo privilegio risale al 1497. Dopo il terremoto del 1706 il paese fu gravemente danneggiato, e perse gli antichi splendori, riducendosi a un gruppo di case sparse di contadini
- Chiesa di San Clemente in Badia: era la chiesa principale di Comino, fondata nell'anno 654 dalla famiglia Galeroni di Guardiagrele; nel 1056 fu donata in gestione a San Salvatore alla Maiella da Raniero di Cono. Il controllo di San Salvatore fu saldo sino al XVIII secolo. Nel 1803 a beneficio vacante della chiesa, il feudo venne venduto dal marchese Pietro De Petriis; la chiesa era già in abbandono, alcuni ruderi sono visibili presso località La Foce.
- Chiesa di Santa Maria de Plano: i ruderi sono presso Comino; faceva parte della giurisdizione di San Clemente in Badia; papa Pasquale II in seguito la dette in giurisdizione al monastero di San Martino in Valle (Fara San Martino). Già prima del 1803 la chiesa era andata in rovina.
- Chiese di Santa Lucia della Strada e Santa Lucia di Comino: facevano parte della badia di San Clemente di Comino, poste sul regio tratturo di Guardiagrele. La chiesa di Santa Lucia della Strada, posta nella località omonima, è l'unica ad essere sopravvissuta, Tuttavia, trovandosi in cattivo stato di conservazione, è stata massicciamente restaurata in uno stile moderno, in modo da snaturarne completamente l'antichità storica.
- Chiesa di San Pancrazio: nominata nella bolla papale di Alessandro II, andò in rovina già al tempo della descrizione di Francesco Paolo Ranieri (metà Ottocento)
- Chiese di Santa Maria in Monte e San Giovanni Battista: la prima si trovava presso Comino, di proprietà del monastero di San Martino in Valle, scomparsa già da tempi remoti. La seconda si trovava presso un romitorio in località Fonte San Giovanni, presso le cascate di Bocca di Valle.

### Altri feudi
- Sant'Angelo in Trifinio:

Esistente sin dall'XI secolo, la sua locazione era presso la parte sud-ovest di contrada Terranova e Colle Martino, ossia tra Melone e San Bartolomeo. Il nome proviene dal termine "tre confini" (Orsogna, Castelfrentano, Guardiagrele), altura presso cui il castello era posto; nel XVIII secolo era in piedi ancora una porzione del castello, secondo Ranieri, oggi è scomparso del tutto, e non ne rimane nemmeno il toponimo.
- San Biase: contrada ancora oggi esistente a confine con Sant'Eusanio, faceva parte dei domini di Sant'Angelo in Trifinio (insieme a San Procopio, Sant'Agata San Nicola e Sant'Elena). La chiesa, ancora oggi esistente, dedicata a San Biagio, era di proprietà di San Salvatore alla Maiella; in una visita vescovile del 1604 la chiesa risultava in rovina, ma venne rifatta.
- San Nicola: casale situato sul colle omonimo, facente parte del feudo di Colle Milone (ossia l'attuale Melone).
- Sant'Agata: del feudo di Sant'Angelo, si trovava presso contrada Terranova. Ne 598 si scorgevano ancora i ruderi della chiesa.
- Santa Maria delle Grazie e San Giovanni Battista: sono due storici feudi ancora esistenti: il primo posto dalla strada di Guardiagrele verso Chieti, con la chiesa ancora in piedi, fabbricata nel 1610. La chiesa di San Giovanni si trovava invece nel quartiere di Fonte Nuova, posto a ridosso delle mura occidentali di Guardiagrele, e dava il nome a Porta San Giovanni. Venne incendiata nel 1799 dai francesi, e poi abbattuta.
- San Giacomo e San Bartolomeo: la prima doveva trovarsi nell'agro che immetteva a Porta San Giacomo, la seconda nella contrada Piana San Bartolomeo. Sino al XVIII secolo erano ancora in piedi.
- Sant'Elemo e Sant'Angelo: si trovavano presso la strada di Villa San Vincenzo-Colle Tripio. Della prima chiesa si conserva un frammento dell'architrave del portale, con iscrizione del restauro del 1602; mentre la chiesa di Sant'Angelo venne fondata nel 1315 con donazione di un calzolaio, ma già dal 1598 era in rovina.

## Il Rinascimento
Come ricompensa alla lealtà mostrata dagli Orsini nei suoi confronti, nel 1434 Alfonso d'Aragona restituì loro la città, all'indomani dell'assedio di Braccio da Montone. Alla vittoria Aragonese seguì un periodo di stabilità politica, che diede nuovo impulso all'economia, basata sulla pastorizia transumante. Altro fattore che favorì lo sviluppo fu l'introduzione della regia Dogana, che regolamentava gli spostamenti delle greggi dall'Abruzzo alla Puglia. Al disastroso terremoto del 1456 seguì una nuova interruzione della signoria degli Orsini, che ottennero nuovamente l'investitura della contea di Manoppello e non riuscirono a mantenere il dominio su Guardiagrele.

### Dal Cinquecento al Seicento

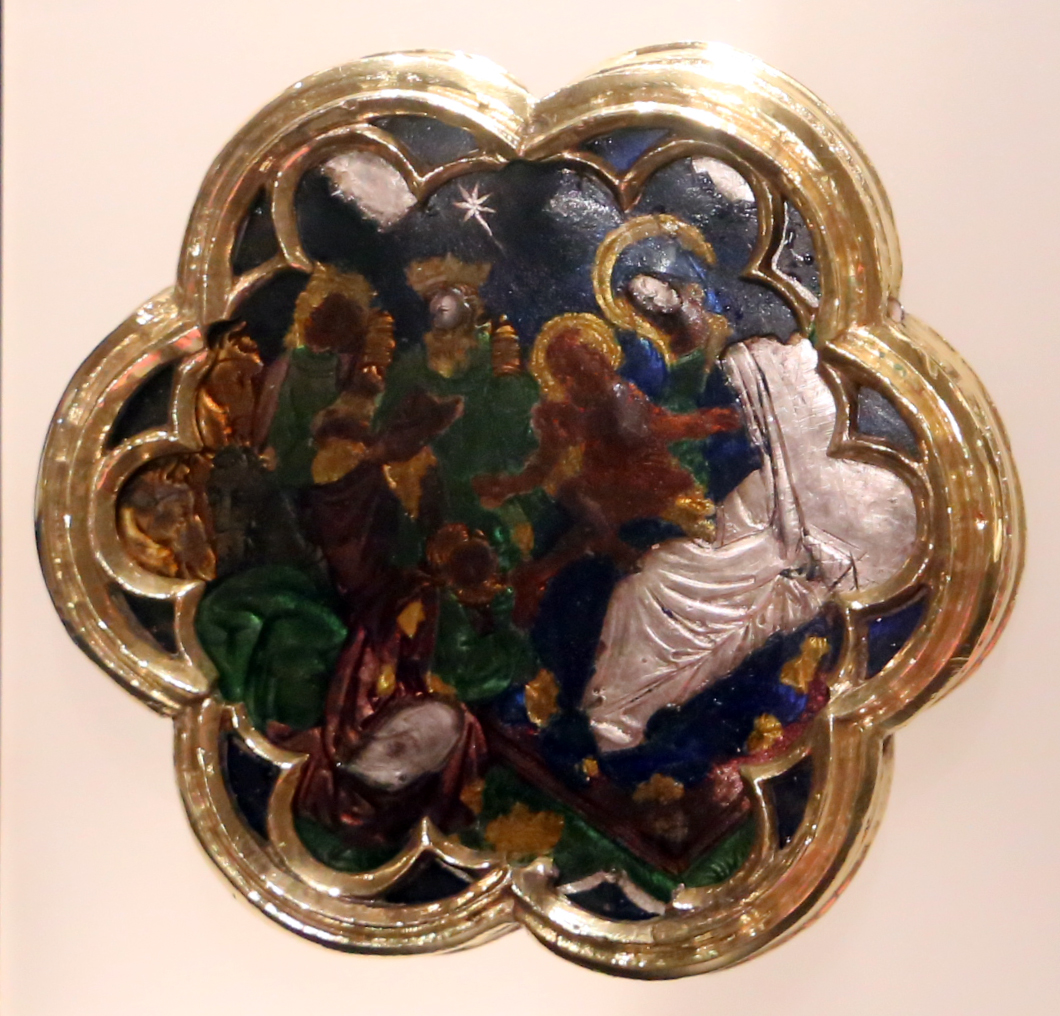
Frammento a smalto della Croce astile di Nicola da Guardiagrele, 1431

Dell'arte rinascimentale a Guardiagrele, il massimo rappresentante è Nicola Gallucci, detto comunemente Nicola da Guardiagrele (fine XIV sec-1462 ca.), importante orafo abruzzese del secolo. Formatosi dalle botteghe orafe che si trovavano nei principali centri della Maiella, tra cui appunto Guardiagrele e Sulmona, che vantava una tradizione secolare, le prime opere di Guallucci sono l'ostensorio della chiesa di Santa Maria Maggiore a Francavilla al Mare (1413) e l'ostensorio del Duomo di Atessa. Se da una prima parte si può vedere come il Gallucci si limitasse a riportare le classiche convenzioni-modello di questa tradizione nel creare le varie opere sacre, nella resa del fusto, del tempietto ottagonale con le nicchie dove inserire i santi, e nella smaltatura delle pietre; con la croce astile della chiesa di Santa Maria Maggiore a Lanciano (1422) avvenne una vera e propria svolta artistica, che rivela uno spiccato accostamento al tardo gotico fiorito veneziano, e una resa personale di alcuni personaggi, portando Nicola ad essere ormai un artista, e non più un imitatore di modelli già precostituiti. Si ipotizza che Nicola, in un viaggio a Firenze, fosse stato influenzato dal maestro Lorenzo Ghiberti, che realizzò le porte del Battistero di San Giovanni, soprattutto per quanto concerne le sue successive opere della Croce astile di Guardiagrele (ricomposta in frammenti, situata nel Duomo, 1431), della croce dell'Aquila (1434) e di Monticchio (!436). Il suo capolavoro è considerato il paliotto del Duomo di Teramo, realizzato tra il 1433 e il 1448, composto da varie formelle sulla facciata e sul retro, con scene delle Storie del Nuovo Testamento - Storie della Vita di Cristo, profondamente ispirato alla porta nord del Battistero di Firenze del Ghiberti.
Nei primi anni del '500, con l'infeudamento di gran parte dell'Abruzzo a Fabrizio Colonna, sotto il regno di Ferdinando il Cattolico il territorio di Comino fu diviso in sette parti sotto Gonsalvo di Cordova; nel 1521 fu venduta a Guglielmo de Croy, insieme a Sulmona, per 10.000 ducati: la città fu dotata di un governatore, e doveva pagare 3 tasse diverse per i feudatari. Nel 1640 fu venuta a don Marzio Ugni Marchese di Torricella; nel 1650 passò a don Marino Caracciolo principe di San Buono; nel 1662 fu venduta con San Martino e Filetto al barone Bartolomeo De Pizzis per 28.000 ducati, che impoverì notevolmente la città a suon di tasse. Per le rivolte popolari causate nel 1647 a Napoli contro le tasse del duca d'Arcos, l'eco giunse anche in Abruzzo, dove i centri che furono maggiormente teatro di scontro furono L'Aquila, Lanciano e Guardiagrele, sotto la signoria di Ferrante Caracciolo. La rivolta fu sedata, e gli arrestati condannati, torturati e giustiziati a Lanciano.
Nel 1665 fu flagellata dalla peste, dimezzando il numero dei fuochi che ammontava a 469. Proprio per questo morbo che colpì tutta la vallata, sino al fiume Foro, gli abitanti di Fara Filiorum Petri, decimati, emigrarono verso Guardiagrele, fondando un piccolo quartiere presso il sagrato della chiesa di Santa Chiara, dove oggi si trova il Cinema Teatro Garden. Il quartiere venne chiamato "la Farriccia" per il nome dei faresi, e ancora oggi si caratterizza per la presenza di case basse dall'aspetto umile e rozzo.
I secoli successivi furono per la città abruzzese un periodo di declino demografico, economico e culturale, anche a causa delle numerose calamità naturali che la interessarono. Fra queste ultime, oltre al già accennato terremoto, vi fu l'epidemia di peste del 1566 e del 1656, periodiche carestie e il disastroso terremoto del 1706. Nel 1647 l'esasperazione provocata da un forte indebitamento contratto dal Comune per far fronte al mantenimento di un contingente militare di passaggio, provocò la ribellione dei guardiesi, che costrinsero alla fuga le famiglie più facoltose, colpevoli di esercitare una tirannia finanziaria sul Comune. La ribellione fu soppressa da Francesco D'Andrea, avvocato fiscale nell'Abruzzo Citeriore.
Nel periodo successivo il dominio fu in mano dapprima al principe Marino Caracciolo di Santobuono, poi al barone Ludovico de Pizzis di Ortona ed infine alla marchesa d'Ugno Ciccolini, per poi tornare ai Caracciolo. Questi vennero poi cacciati nel 1747 grazie ad una sentenza del Sacro Regio Consiglio.

## Il Settecento
Nei primi anni del secolo iniziò la storica rivalità tra la città e la vicina Orsogna, per il possedimento territoriale di centinaia di tomoli, da una parte presso Castelfrentano, dall'altra presso il vallone Fontalena e del Moro, diviso tra le contrade di San Bartolomeo, San Vincenzo, Crognaleto, Aianera, Piano Fonti. Il 10 luglio 1704 iniziarono le denunce da parte di Guardiagrele, sostenendo che da oltre 300 anni possedeva i territori del Moro: il commissario regio Giovan Battista Raschieri riconobbe le istanze guardiesi, intimando agli orsognesi il pagamento di una sorta di gabella per coltivare nelle terre guardiesi. Orsogna controbatté la causa tra il 1711 e il 1732, alla morte del commissario regio, nel 1733 si giunse ad un accordo per stabilire dei nuovi confini territoriali. La lite però continuò quando gli orsognesi si rifiutarono di pagare le tasse ai guardiesi, e la reazione fu violenta con il sequestro degli animali e l'arresto di alcuni contadini, in un susseguirsi di scaramucce che culminò con l'incendio della casa canonica di don Santoleri di Guardiagrele.
In seguito al terremoto del 1706, l'economia sociale di Guardiagrele subì una stagnazione, gravata dalla carestia del 1762, che fece aumentare il prezzo del grano. Intanto il feudo di Comino veniva aggiudicato al territorio comunale di Rapino. Nel giugno 1764 il prezzo del grano iniziò a diminuire, ma nel luglio dell'anno una violenta tempesta distrusse la maggior parte dei raccolti.

### Il terremoto del 1706
Il 3 novembre una forte scossa di magnitudo 6.9 scala Richter sconvolse la Maiella e la Valle Peligna, distruggendo la città fiorente di Sulmona e i centri limitrofi (Raiano, Prezza, Roccacasale, Pacentro, Pratola), danneggiando gravemente anche i paesi nella parte orientale della montagna, come Lama dei Peligni, Manoppello, Palena e appunto Guardiagrele. Come si descrive in relazioni parrocchiali di almeno cinquant'anni dopo il terremoto, la città perse lo splendore medievale, la Cattedrale venne rifatta nell'interno, così come le altre chiese principali di San Nicola, San Silvestro San Rocco, il convento dei Francescani e di Santa Chiara. La cinta fortificata fu irrimediabilmente compromessa, molte delle antiche torri persero la decorazione merlata, riducendosi a moncherini, come dimostra la Torre del Gastaldo, altre vennero demolite, e il castello non venne più ricostruito, rimanendo in piedi solo il Torrione Orsini.

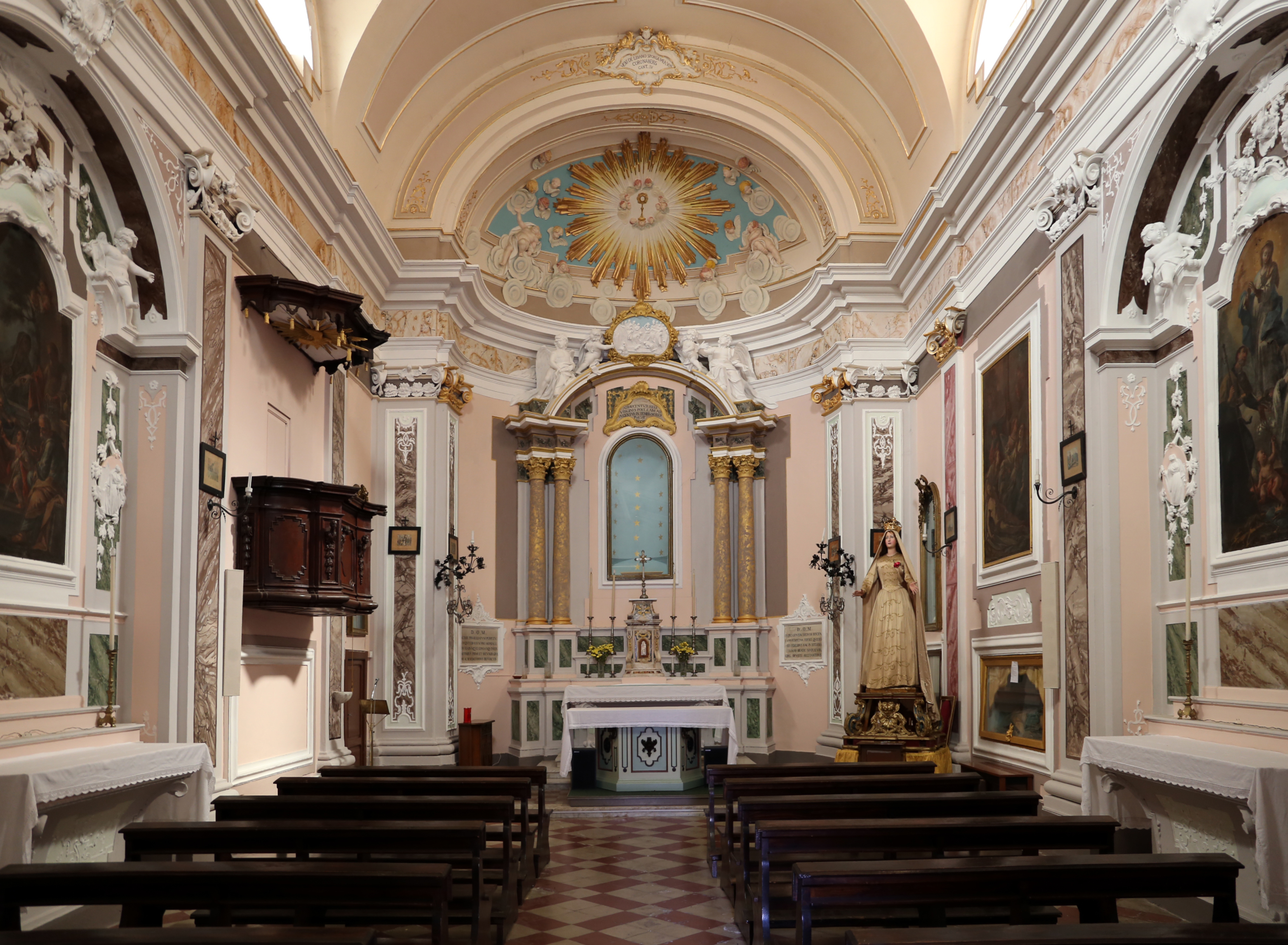
Interno della chiesa di Santa Chiara

La cattedrale di Santa Maria Maggiore venne rifatta già a partire dal 1706, conclusa nel 1713, con lavori di abbellimento nel 1754 per conto della Confraternita del Pio Monte dei Morti. La chiesa della Natività, che sorgeva accanto, riportò gravi danni e pertanto venne annessa al duomo. Del Medioevo si sono conservate l'architettura della torre campanaria (sopraelevata all'altezza della cornice a petali da una seconda torre quadrata contenente la cella campanaria, distrutta nel 1943) e della parte al di là del cavalcavia. I portici laterali vennero rattoppati alla meno peggio, fino alla metà del Novecento il portico con l'affresco di San Cristoforo di Andrea De Litio era completo a metà, e terminava nella parte dell'accesso all'arco, collegamento tra via Cavalieri e via Modesto Della Porta. L'interno venne rialzato dal piano stradale mediante una scalinata che parte dall'accesso alla torre centrale, sopraelevando la chiesa di un piano. Il soffitto venne decorato da cassettoni dorati, anche se con i danni della seconda guerra mondiale, venne ripristinato il motivo medievale a capriate; si conserva anche una porta rinascimentale fatta costruire da Giulio Scioli nel 1578, porta sul lato del San Cristoforo. La porta maggiore invece rimase intatta dai restauri barocchi, mostrandosi in carattere squisitamente gotico con forte strombo dell'arco a tutto sesto, e con il bassorilievo de L'Incoronazione della Vergine, opera di Nicola da Guardiagrele (anche se il Ranieri ipotizza molto irrealmente Donatello, benché tale gruppo sia oggi conservato nell'annesso Museo del Duomo, sostituito nel portale da una copia fedele.
Il coro vecchio della cattedrale venne abbellito con i dipinti di San Carlo Borromeo, San Filippo Neri e personaggi vari nelle scene bibliche intagliate sul coro. In un manoscritto del convento di San Francesco d'Assisi si parla dell'anno 1740, con la descrizione della città semi-abbandonata a causa dei danni del terremoto, con molti edifici medievali distrutti, e alcune torri merlate ridotte a moncherini. Nel 1849 fu demolita e ricostruita daccapo la Porta di San Giovanni per meglio permettere il collegamento della città con la strada Marrucina che la univa a Chieti e Orsogna. Sempre in questi anni il Largo del Rosario venne riqualificato con la demolizione dei resti del recinto del castello Orsini, che chiudeva l'accesso da sud-est; oggi è rinominato Largo Garibaldi, venne colmato il fosso del castello, che solo nel secondo dopoguerra verrà abbellito con la piantata degli alberi della villa comunale.
Ranieri parla anche della Porta di San Giacomo, forse la porta meno manomessa dai rifacimenti, che permetteva l'accesso da sud-est, dopo Torre Stella. In fotografie storiche prima della distruzione operata dai nazisti, la porta era ben riconoscibile, con un arco a sesto acuto, inclusa tra due torrioni di guardia adibiti a case, con resti di merlature. I tedeschi nel 1944 minarono la porta per impedire il passaggio degli alleati.

### La leggenda del ponte di Casoli sul fiume
Una leggenda popolare, risalente al Settecento, vuole che, all'origine dell'ancora esistente rivalità tra Guardiagrele e la vicina Casoli, rivalità che vedrà l'apogeo nel 1799 quando i casolani con i francesi murattiani parteciparono al sacco di Guardiahgrele, ci fosse il problema del pedaggio del tratturo lungo il ponte che attraversa il fiumiciattolo Dedalo, affluente dell'Aventino che va a confluire nel Foro, che sbocca nell'Adriatico.
Una doganella esisteva davvero sul ponte di Casoli, che era ad arco di pietra, sul fiume Aventino, crollato negli anni '20 per incuria e sostituito da un ponte di legno fino agli anni'40. Forse da questo fatto, o secondo altri dalla causa del pedaggio che i casolani dovevano pagare per commerciare con Chieti e Guardiagrele, che la rivalità nacque.
Si narra che un casolano, per non pagare il pedaggio, avesse finto di essere un cittadino guardiese, ma la guardia posta presso la dogana del ponte sul fiume, chiedendoli come si definisce in dialetto locale il termine "corda", lo scoperse, poiché il casolano rispose "la curdicelle", anziché "cordiùccie", termine guardiese. Le varie versioni riportano che la guardia avrebbe risposto ironicamente: paga la multe che sì nu ciùccie! (paga la multa, che sei un asino), oppure che avrebbe scaricato una buona dose di legnate sul casolano. Altre versioni di questa leggenda si trovano anche a Ortona, nel mal apostrofare i cittadini di Guardiagrele, definiti localmente ciucci e presuntuosi.

## La distruzione dei francesi del 25 febbraio 1799

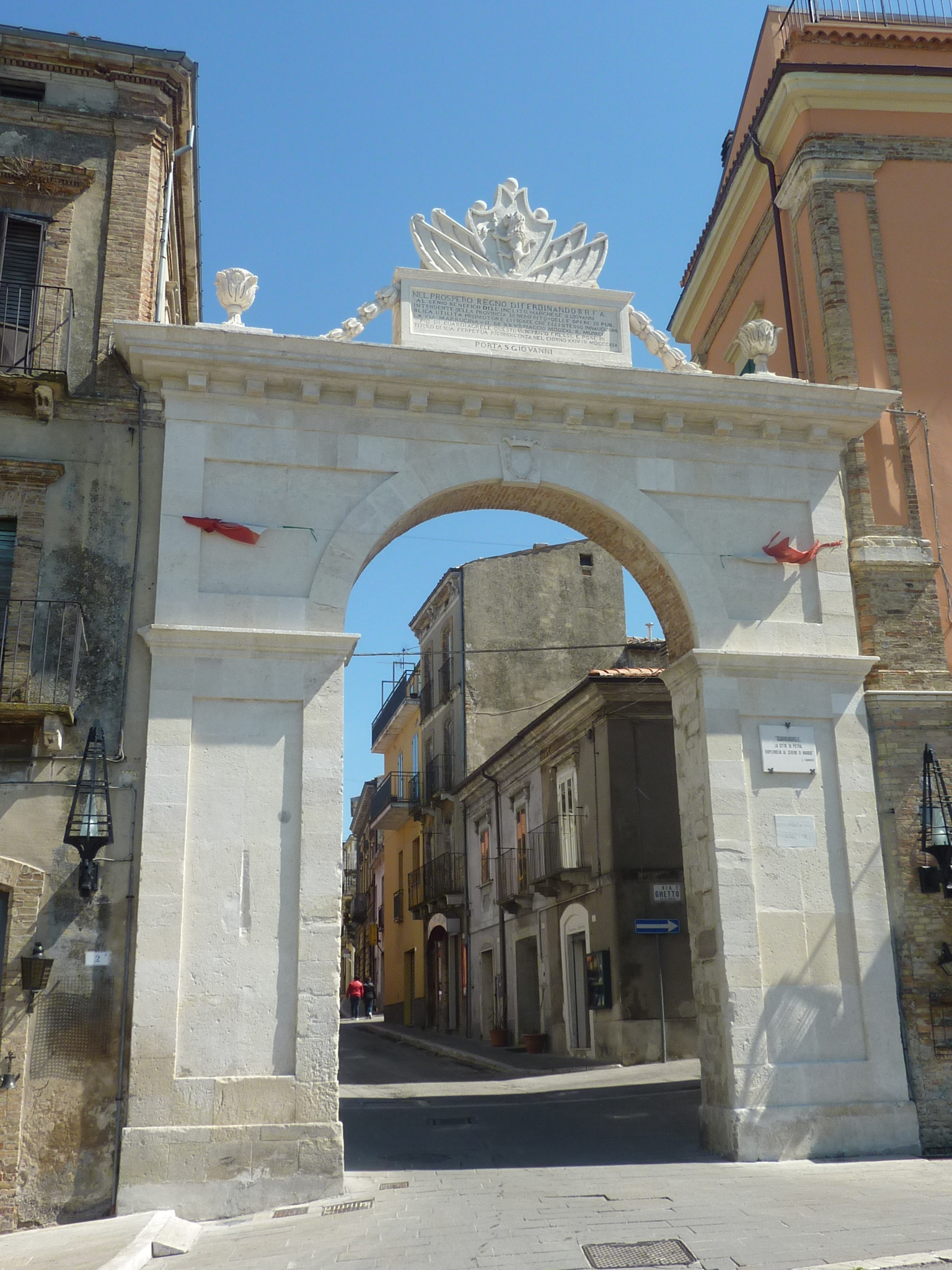
Porta di San Giovanni, nella ricostruzione del 1849

Durante l'occupazione francese dell'Abruzzo, da parte del generale Lemoine, si acuì al massimo il conflitto tra Guardiagrele e Orsogna, infatti gli abitanti di quest'ultima, una volta occupata dai francesi, non esitarono a chiedere la loro protezione. La fonte principale è una trascrizione in italiano delle lettere dei comandanti francesi al comune di Guardiagrele, raccolte da un avvocato guardiese, e citate da Ranieri.
Il 25 febbraio 1799 le truppe di Louis François Coutard appoggiate da folle di contadini orsognesi, dichiararono guerra a Guardiagrele, che si trincerava dietro le mura, sperando nell'aiuto del capitano Giuseppe Pronio, l'abruzzese favorito da Ferdinando IV di Borbone, che aveva arruolata un'armata per liberare i centri abruzzesi dall'occupatore francese. I francesi giunsero con un drappello di paesani di Orsogna, ansiosi di vendetta verso i guardiesi per le controversie sui terreni.
Coutard si arrestò alla Piana di San Bartolomeo, rilevando come la città fosse ben munita di mura, e decise di inviare due italiani a parlamentare con la cittadinanza, proposta senza esito positivo, tanto che da Porta Luzio partì un colpo di cannone; gli Orsognesi convinsero il generale a tentare l'assalto, dato che conoscevano altri luoghi strategici da dove poter passare. Il generale divise l'armata in tre drappelli: una sarebbe passata dalla strada Morice, l'altra dai Cappuccini, e l'altra da Porta Rosario, o di Grele. Nel pomeriggio del 25 febbraio iniziò la battaglia, mentre Guardiagrele aspettava rinforzi, composti solo da una banda poco equipaggiata di Rapino, che venne immediatamente respinta.

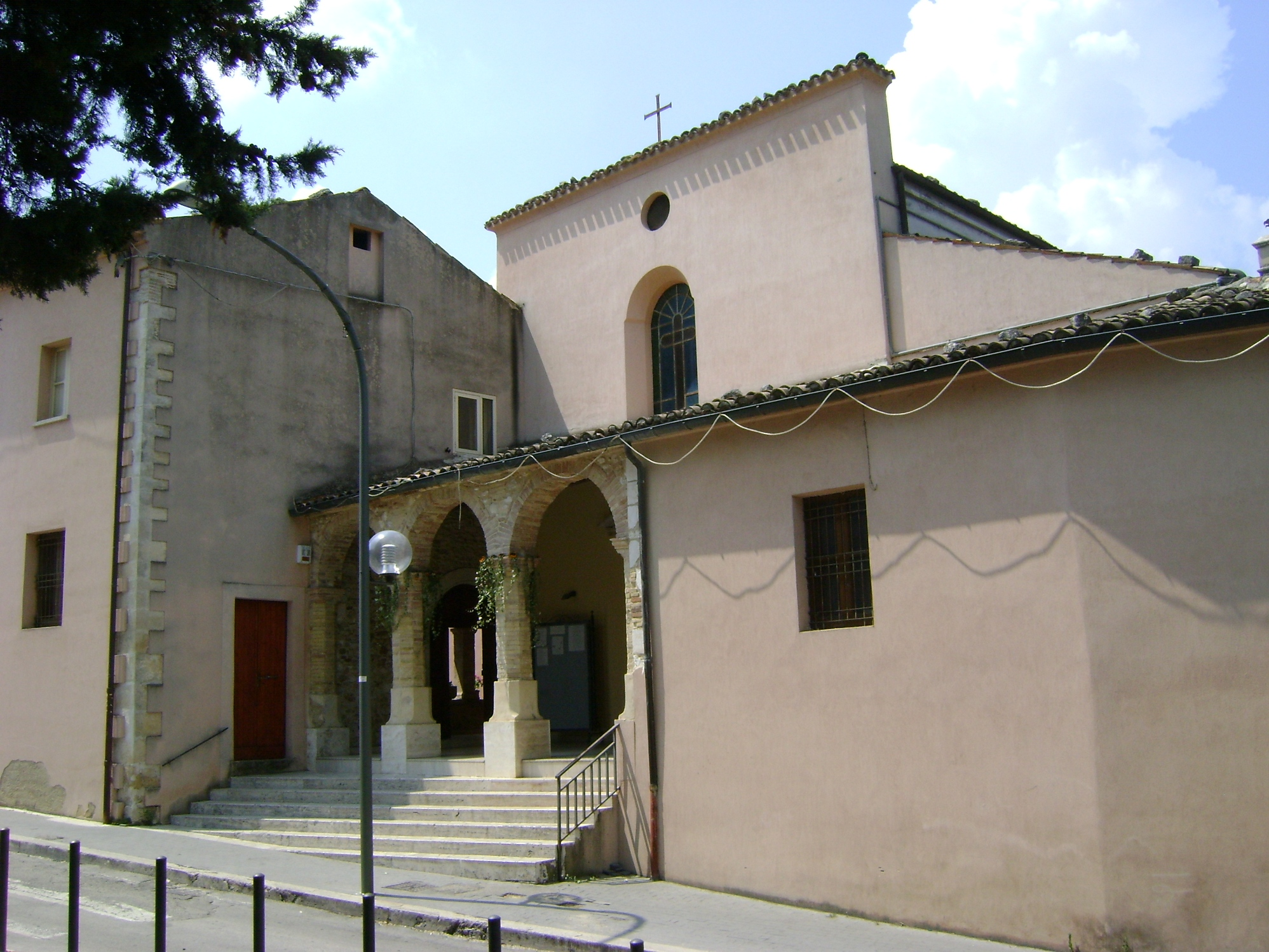
Convento dei Cappuccini, prospetto

Il primo combattimento nel Piano del Rosario fu cruentissimo, gli orsognesi incendiarono la chiesa di San Donato fuori le mura, mentre un altro drappello riusciva a risalire il giardino di Santa Chiara a nord, altri dalla parte di Porta Luzio, penetrando in via Cavalieri, riunendosi nel combattimento feroce del Largo Rosario, dove persero la vita oltre agli armati anche donne e bambini. Alla fine del combattimento iniziò il saccheggio della città, profanate le chiese, rubati gli ori e i paramenti sacri, ad eccezione del convento dei Cappuccini perché gli assedianti furono respinti da fucilate. Per mano dei francesi ci furono 301 morti e 200 feriti; al termine dalla razzie francese, Guardiagrele fu lasciata nelle mani degli orsognesi, che scatenarono la vendetta di rancori covati da anni, sin dall'inizio del Settecento, quando iniziarono le controversie per il possesso dei terreni. Costoro, capitanati da Gabriele Rosica e Orante Fonzi, assaltarono il palazzo comunale, incendiarono appunto gli archivi notarili per disperdere le notizie riguardo ai possedimenti dei terreni, bruciarono il teatro civico, e infine diedero fuoco al resto della città, abbandonandola il 26 febbraio. Il giorno seguente i guardiesi fuggiti dalla città, rientrarono, cercando di far riprendere l'attività economica e sociale; un poeta, citato da Francesco Ranieri, che cita una memoria di un giurato locale, avrebbe scritto a proposito della tragedia GUARDIA QUANTA FUIT SOLA RUINA DOCET, paragonandola alla distruzione di Troia da parte degli Achei. Anche lo storico Giuseppe Iezzi esagerò nel descrivere la terribile distruzione della città rispetto ai danni recati dai Francesi ad altre città abruzzesi, e ricorda che a causa di ciò in Guardiagrele si conservano poche opere del pittore locale Niccolò Ranieri, attivo nel circondario di Chieti.
Riguardo a quel che avvenne in seguito, in Guardiagrele c'è una leggenda popolare, che narra che i guardiesi requisirono un cannone francese, volendosi vendicare del saccheggio orsognese, e lo rinforzarono alla meno peggio con del legno di sambuco, per questo detto anche comunemente "cannone di sambuco". Il cannone secondo alcuni venne posizionato sul belvedere di Santa Chiara, secondo altri sul promontorio del convento dell'Annunziata di Orsogna, per essere sparato contro la cittadina. Ma a causa dell'inesperienza degli armatori e dei difetti strutturali del cannone stesso, questo esplose alla seconda gittata, uccidendo tutti quanti.

## Tra Ottocento e Novecento
Nei decenni che precedettero l'unità d'Italia entrò in una crisi irreversibile il sistema di proprietà fondiaria legato all'antica aristocrazia, favorendo lo sviluppo di nuove forme di organizzazione agricola, dalle grandi proprietà borghesi ai piccoli poderi contadini. Il malcontento popolare portò quindi a negare ogni appoggio ai moti rivoluzionari e sviluppare il fenomeno del brigantaggio, che vedeva nel guardiese Domenico Di Sciascio uno degli esponenti più noti, essendo egli capo della Banda della Maiella. La scarsa attenzione dimostrata dal nuovo governo piemontese verso i problemi della plebe contadina indusse molte persone ad emigrare in terre lontane tra la fine dell'Ottocento e l'inizio del Novecento, prevalentemente in America ed Australia (nel secondo dopoguerra l'emigrazione era invece rivolta alla Svizzera, Belgio, Germania ed Italia settentrionale).
Nel panorama culturale, nel 1906 (anche se l'istituzione nacque ufficialmente nel 1970), a Guardiagrele ci fu la prima Museo dell'artigianato artistico abruzzese che valorizzava l'operato degli artisti locali e delle altre province, primo tra i quali Nicola Gallucci da Guardiagrele, l'avviatore della tradizione orafa nella città, di cui esistono ancora oggi soprattutto presso Porta San Giovanni, numerose botteghe. Per la bellezza artistica, Guardiagrele venne definita da Gabriele D'Annunzio "la città di pietra" in alcune sue lettere, e poi ancora nella citazione del romanzo Il trionfo della morte (1894), ampiamente ambientato nella prima parte nella città, di cui è originario il nobile protagonista Giorgio Aurispa.

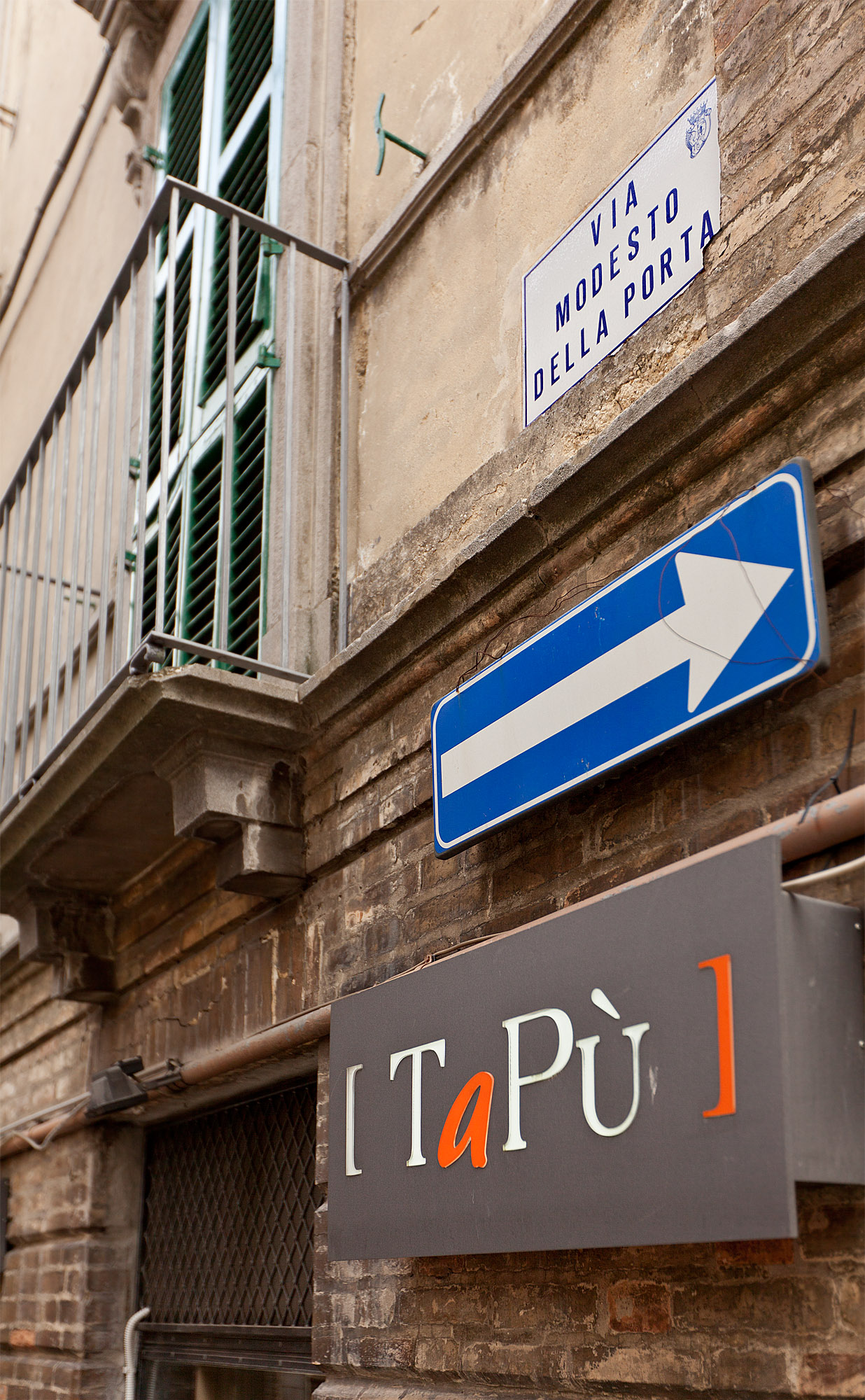
Casa natale di Modesto Della Porta poeta (1885/1938)

Nel Novecento il panorama culturale guardiese fu rappresentato, anche se inizialmente solo al livello popolare, dal poeta Modesto Della Porta (1885-1938). Di professione sarto, si dilettava a frequentare osterie, a conversare con il volgo basso del paese, e a comporre appunto poesie incentrate su momenti e bozzetti di vita locale paesana. Dato il suo semi-analfabetismo culturale per aver lasciato preso la scuola, Modesto rimase confinato nel panorama culturale guardiese per tutta la vita, sino alla prematura morte. Dopo aver pubblicato la raccolta di poesia Ta-Pu (Carabba editrice, Lanciano, 1933), rifacendosi al suono rozzo del trombone, che accompagnava spesso la recitazione dei suoi componimenti. L'opera di Modesto Della Porta rappresenta in chiave filosofico-umoristica la realtà del suo tempo, in maniera spesso rude e cruda, con la semplicità e la genuinità dialettale del popolo, che evita ragionamento astrusi, e riesce a far riflettere il lettore sul dolore e la miseria popolare, servendosi tuttavia delle battute di spirito e del sorriso. Ta-Pu fu iniziato nel 1920, e poi pubblicato presso l'editore "Rocco Carabba" di Lanciano, una delle case editrici più influenti e competitive dell'Abruzzo, e si tratta di una sorta di canzoniere dialettale, in cui il protagonista è un umile suonatore di trombone della banda civica, che compiva i giri anche di altri paesi in occasioni di feste, non soltanto per ragioni economiche, ma anche per passione.
Nel Novecento la città crebbe economicamente. Si formò un cenacolo culturale di artisti locali e studiosi tra cui Padre Filippo Ferrari che intraprese studi sul Duomo e sulla necropoli di Comino, Giuseppe Iezzi, Basilio Cascella che con i figli Tommaso e Michele più volte visitò la città, infine lo scultore Felice Giuliante che restaurò i principali monumenti di Guardiagrele, compreso il Duomo,per cui a causa dei pericoli statici, si dovette demolire la torre campanaria. Guardiagrele nel 1905 partecipò, con dei cimeli di Maestro Nicola di Andrea anche alla Mostra d'arte abruzzese a Chieti.
Nel 1913 fu inaugurato il giardino pubblico con la fontana della villa si Santa Chiara, alla presenza del sarto-poeta Modesto Della Porta, che compose per l'occasione un componimento in dialetto. In località Bocca di Valle nel 1923 presso la roccia della "Maiella Madre" in presenza di Emanuele Filiberto Duca d’Aosta venne inaugurato il sacrario dedicato al Tenente di Marina Andrea Bafile aquilano, morto nella prima guerra mondiale, pluridecorato di medaglia d'oro, d'argento e di bronzo al valor militare, destinato dopo Caporetto al comando del battaglione di marina sul Piave. Il sacrario, eretto per volontà di Raffaele Paolucci, anche lui sul fronte della guerra, rappresentante dell'Abruzzo al Parlamento Repubblicano nel dopoguerra, fu realizzato sotto la direzione di Felice Giuliante che scolpì il sarcofago romanico nel quale è sepolto l’eroe abruzzese, nel 1920 aveva realizzato l'iscrizione sulla roccia con la dedica ai "Figli d'Abruzzo", e nel 1924 scavò la montagna per realizzare il sacello, ricco di splendide maioliche dipinte da Basilio Cascella e successivamente restaurate dal figlio Tommaso, con scene allegoriche e sacre.

## La seconda guerra mondiale
Nei primi anni della seconda guerra mondiale, tra il 1940 e 1943, Guardiagrele fu uno dei comuni dell'Abruzzo ad essere designato dalle autorità fasciste come luogo di internamento civile per profughi ebrei stranieri presenti in Italia. Gli internati furono oltre 60, il gruppo più numeroso nella provincia di Chieti. Dopo l'8 settembre 1943 e l'occupazione tedesca, cominciarono gli arresti e le deportazioni. 11 ex-internati periranno ad Auschwitz, gli altri riuscirono a darsi alla fuga e a raggiungere le località già liberate dell'Italia meridionale. 
Il 3 dicembre 1943 Guardiagrele visse la giornata più tragica del periodo bellico. Dopo aver subito la sconfitta nella "battaglia del Sangro" a Lanciano, i tedeschi fortificarono la linea Gustav lungo il Moro, trincerandosi a Guardiagrele e Chieti contro l'avanzata alleata dell'VIII Armata britannica. Il 28 dicembre Ortona fu abbandonata dai tedeschi, dopo una carneficina combattuta contro i canadesi, mentre Orsogna rimaneva ancora, sino al giugno 1944 in mano tedesca. Lo stesso sarà per Guardiagrele; il 3 dicembre appunto quando i carri canadesi si trovavano in contrada Melone, alle 11:00 di quel giorno iniziarono a cannoneggiare il paese. Nel rione del Piano i guardiesi si erano recati nel ricovero antiaereo, dove si trovava il cunicolo (attuale via P. Urbino) per proseguire a 50 metri verso la cisterna. Ma nel primo pomeriggio un aereo alleato sganciò una bomba che colpì in pieno il ricovero dove si trovavano 40 rifugiati, uccidendone 12 immediatamente, mentre 3 moriranno per le ferite.
Nel maggio-giugno del 1944 i partigiani della Brigata Maiella, che ingaggiarono combattimenti lungo la strada di arrivo, entrando il 9 giugno nella città (il plotone si chiamava "Domenico Di Sciascio" in onore del brigante guardiese, entro cui militava il giovane guardiese Antonio Rullo di soli 15 anni), impedendo di fatto ai tedeschi di far saltare in aria il paese, già minato dalle fondamenta, insieme ad alcuni tratti della strada statale Marrucina. I danni della guerra comunque furono ingenti, soprattutto per i bombardamenti: venne distrutta la parte superiore della torre campanaria del Duomo, mentre i tedeschi avevano già requisito le campane per fonderle come armi e proiettili; venne distrutta la Casa Rossa, presso la villa comunale, elegante edificio dall'aspetto neogotico medievale, poi altre case lungo via Roma, e le mura occidentali. I tedeschi distrussero anche la Porta San Giacomo con la torre di guardia, fuggendo lungo la statale occidentale.
Alla Brigata Maiella oggi è intitolato uno slargo presso la villa comunale, con il monumento a forma di piedritto di travertino, con una formella romboidale sul bronzo frontale, che mostra una donna col bambino, emblema della vita che rinasce dopo la distruzione, e sullo sfondo della scena un torrione semidistrutto, e in primo piano persone che soccorrono un ferito, durante il combattimento.

## Dal secondo dopoguerra a oggi
Dopo la ricostruzione e l'emigrazione degli anni cinquanta, ha avuto luogo una vivace ripresa economica, alimentata dalla valorizzazione delle attività artigianali e dall'iniziativa privata, che ha favorito la piccola imprenditoria. La Cattedrale fu ricostruita immediatamente, con finanziamenti del governo italiano e americano, essendo ritenuta di grande valore storico artistico, nonché simbolo della città, ma il campanile non fu mai ricostruito. Le campane per il nuovo concerto, essendo state trafugate dai tedeschi, furono nuovamente fuse dalla fonderia Marinelli, e adagiate sul parapetto del portico gotico ricostruito.

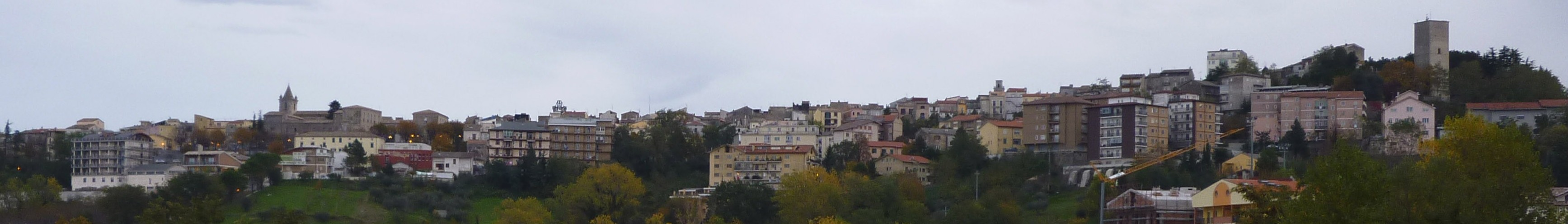
Veduta di Guardiagrele dalla strada per Bocca di Valle

La ricostruzione del dopoguerra è stata frettolosa, non tenendo conto di alcuni opere di valore danneggiate dalla guerra, che avrebbero potuto essere salvate. La cella campanaria del Duomo venne rifatta soltanto nel 2009, anche se già dagli anni '80 era stata impiantata una struttura di ferro, non perfettamente funzionante; il soffitto della cattedrale, danneggiato dalle bombe, venne rifatto seguendo uno stile medievale delle capriate lignee; la chiesa di Padri Celestini di San Pietro, poco distante, su via M. Della Porta, venne lasciata allo stato di rudere, preservandone il portale. I bombardamenti, concentratisi soprattutto sulla villa comunale, dove si trovavano l'orto e il convento di Santa Chiara (oggi sopravvive solo la chiesa), distrussero la Casa Rossa, da cui venne ricavato il Largo Brigata Maiella.
Altre trasformazioni della città avvennero dopo gli anni '50, con la riqualificazione di Largo Garibaldi mediante la creazione di una pineta, la demolizione dell'accesso medievale di Porta San Giacomo (dove vennero distrutte la porta ogivale e le due torri di guardia), Porta di Luzio, con l'edificazione di strutture moderne; altre strutture moderne di nullo valore artistico venne erette su via Roma (anticamente Strada Grande), soprattutto il complesso dei Grandi Magazzini nella parte nord della via snaturò la linearità del centro storico guardiese. L'area sottostante le mura nella parte occidentale, nella piana del convento dei Cappuccini, venne occupata dalla prima struttura ospedaliera, riconvertita ad ASL, dopo la costruzione negli anni '90 dell'ospedale nuovo, più verso la periferia; l'allargamento della città interesso la contrada San Giovanni, a nord-ovest, poi la parte a sud di Porta del Rosario, verso la chiesa di San Donato e la contrada Villa Maiella-Colle Barone.
Anche le contrade di Comino e Piana San Bartolomeo, per non parlare di Melone e Villa San Vincenzo, subirono una forte crescita demografica ed edilizia, tanto che quest'ultima indisse un referendum per diventare municipio, non passando il quorum. Al livello economico, Guardiagrele è uno degli snodi principali dell'economia provinciale di Chieti, dove per mezzo della Strada provinciale 214, per mezzo di contrada Caprafico e Villa San Vincenzo, passano gli autocarri della merce proveniente da Fara San Martino e dalla Valle del Sangro per raggiungere Chieti e Pescara, attraverso l'ex strada statale 363 Marrucina.
Negli anni '90 è stata realizzata una nuova strada statale n. 81 che conduce in breve tempo a Chieti e Francavilla, tagliando l'antico percorso Rapino, Fara F. Petri, Casalincontrada, Bucchianico per raggiungere il capoluogo teatino; il progetto originario prevedeva il prolungamento della strada anche verso Casoli, per facilitare il passaggio dei mezzi pesanti lungo le contrade La Roma e Caprafico, che spesso congestionano il traffico provinciale, ma non se ne fece nulla. Guardiagrele inoltre, per le sue bellezze naturalistiche, dagli anni '90 con l'inclusione nel Parco Nazionale della Maiella, di cui condivide la sede insieme a Sulmona, ha avviato un programma di rigenerazione culturale e turistica (anche se prevale ancora una stagnazione economica locale) per la promozione del territorio. Infatti ha acquisito una certa rinomanza regionale, anche nazionale riguardo alla fascia del centro-sud il Parco Avventura della Maiella presso località Piana delle Mele, oltre ai percorsi escursionistici di Bocca di Valle, presso il sacrario di Andrea Bafile e della cascata di San Giovanni; mentre in città, anche se ancora in lenta scesa, prevale il turismo gastronomico (per le "sise" delle monache) e culturale-artistico per la bellezza di alcuni monumenti medievali e barocchi, tra cui spiccano la Torre Orsini e il Duomo di Santa Maria.
Guardiagrele è avvantaggiata anche dal fatto che, trovandosi presso la Majilla, riesce facilmente raggiungibile dagli automobilisti e dai turisti che si recano l'inverno al Passo Blockhaus e al comprensorio sciistico della Majelletta-Passo Lanciano, nel territorio di Pretoro.
Nel gennaio 2017 Guardiagrele è stata una delle città abruzzesi maggiormente interessate dall'ondata di gelo eccezionale in Italia.